# A Chelsea FC története

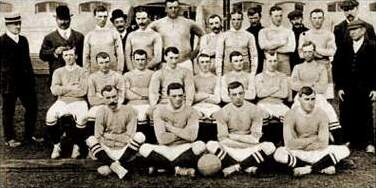
Az 1905-ös Chelsea FC

A Chelsea FC egy nyugat-londoni profi labdarúgóklub, melynek székhelye Fulhamben van. Az angol bajnokság első osztályában, a Premier League-ben szerepel.
A gárda az angol labdarúgás történetének egyik legsikeresebb klubja 6 bajnoki címmel, 8 FA-kupa, 5 Ligakupa, 4 Community Shield, 2 Bajnokok Ligája, 2 KEK, illetve 2 Európa-liga győzelemmel.
A klubot 1905-ben alapították, ezek után gyorsan hírnevet szerzett magának, mivel ismertebb labdarúgókat igazolt, így számos szurkolót is vonzott a meccseire. A sikerek azonban elmaradtak, az első 50 évben ugyanis nem tudtak bajnokságot nyerni. A Chelsea első 40 szezonját az első osztályban töltötte, bár a csapat többször végzett a tabella közepén, illetve előfordult az is, hogy kieső helyen álltak.
Első jelentős sikerüket az FA-kupában érték el, 1911-ben a döntőig meneteltek, és meg is nyerték azt. 1915-ben szintén a fináléba jutottak, ott azonban már elmaradt a győzelem. A későbbiekben továbbra is az elődöntőkig kvalifikálták magukat ebben a kiírásban: 1920-ban, 1932-ben, 1950-ben és 1952-ben is ott voltak a legjobb négy között. Végül miután Ted Drake lett a csapat edzője, 1955-ben megnyerte a gárdával az első bajnoki címet is.
1963-tól 1972-ig a csapatot hol sikerek, hol sikertelenség jellemezte. Az egylet olykor a tabella közepén végzett, és a különböző kupasorozatokban nem tudott győzelmeket aratni, de a későbbiekben több jelentős diadalt tudott felmutatni. Ebben az érában a következő sikereket érték el: Ligakupa győzelem 1965-ben, FA-kupa győzelem 1970-ben, 1971-ben KEK győzelem, valamint ezüstérem a kupában 1967-ben, illetve a Ligakupában is 1972-ben.
A következő évtizedeket válság jellemezte. Az egyesület teljesen eladósodott, miután magukénak akarták volna tudni stadionjukat, a Stamford Bridge-et, ezért a meghatározó játékosaikat eladták, így kiestek a másodosztályba. Végül miután John Neal átvette a csapatot, vezetésével megnyerték a másodosztályt, így újra az első osztály küzdelmeibe kapcsolódhattak be.
Szintén sikereket tudtak elérni az 1990-es és a 2000-es évek során. Ruud Gullit és Gianluca Vialli edzősködése idején megnyerték a Ligakupát és az UEFA-szuperkupát 1998-ban, valamint az ezredfordulón először elindulhattak a Bajnokok Ligája kiírásában is. 2003-ban az orosz milliárdos, Roman Abramovics vásárolta meg a klubot. Ekkor José Mourinho került az edzői székbe, aki három szezont töltött a csapatnál. Ez idő alatt a csapat két bajnoki címet, illetve egy FA-kupa és két Ligakupa győzelmet szerzett. 2009-ben a klub megnyerte a kupasorozatot és a bajnokságot is, így fennállásuk során először gyűjtötték be egy idényben a két trófeát. Miután Roberto Di Matteo vette át a gárda irányítását, általa a csapat elhódította a hetedik kupacímét, valamint először nyert Bajnokok Ligáját. A 2012–2013-as idényben a csapat a gyengébb bajnoki szereplés következtében az Európa Ligában indult, melyet a szezon végén meg is nyert.
Ezt követően újra José Mourinho került a vezetőedzői pozícióba, aki ismét nyert az egyesülettel egy bajnoki címet a 2014–2015-ös idényben, majd egy Ligakupát is szintén 2015-ben. Antonio Conte vezetésével a Kékek újra bajnokságot nyertek 2017-ben, és egy FA-kupát is 2018-ban. 2019-ben másodjára diadalmaskodtak Maurizio Sarri vezetésével az Európa-ligában.

## 1905 előtt
1896-ban Henry Augustus "Gus" Mears üzletember, aki nagy futballszurkoló hírében állt, valamint testvére, Joseph Mears felvásárolta a Stamford Bridge atlétikai pályát Nyugat-Londonban, Fulhamben, azzal a céllal, hogy átmenetileg futballmérkőzéseket rendezzenek majd ott. 1904-ben azonban a pálya korábbi tulajdonosa meghalt, így a Fulham FC gárdáját kérték meg arra, hogy fizessék a pálya bérleti díját. A csapat ezt elutasította, így Mears a Great Western Railway cégét kérte meg a bérlésre, ők azonban szénraktárként akarták azt használni. Mearst egyik tanácsadója, Fred Parker próbálta lebeszélni tervéről, ám nem járt sikerrel. Később elmesélte, mi történt ezután:
Szomorúan ballagtam Mears mellett, amikor hirtelen felbukkant a kutyája és olyan erősen megharapott a zoknimon keresztül, hogy vérezni kezdett a lábam. Mondtam neki: Nézd már, megharapott az átkozott kutya! Megmutattam neki ott, ahol vérzik, ő ahelyett, hogy sajnálkozott volna, lazán annyit felelt: Skót terrier, előbb harap, aztán ugat.
A megjegyzés abszurditása annyira elképesztően vicces volt, hogy muszáj volt felnevetnem, miközben fél lábon ugráltam és éreztem, ahogy a vér végigcsorog a lábamon. Muszáj volt elmondanom neki, hogy ő a legmenőbb alak, akivel eddig találkoztam.

Egy perccel később rácsapott a vállamra, és így szólt: Átkozottul jól reagáltál a harapásra, a legtöbben cirkuszoltak volna. Nézd, én melletted állok, ne törődj a többiekkel. Nézesd meg a harapást a patikában, majd holnap 9:00-kor itt találkozunk, és nekilátunk a dolgoknak.
Az incidenst követően Mears elfogadta Parker ajánlatát, hogy alapítsa meg saját labdarúgóklubját, hogy így a Stamford Bridge-en tudjanak játszani.

## A kezdetek (1905–1915)
A Chelsea FC futballklubot 1905. március 10-én a Rising Sun nevű kocsmában (napjainkban: Butcher's Hook) alapították meg, amely a Fulham Roaddal szemben található. Mivel a kerületben volt Fulham nevezetű egylet, a csapat a szomszédos városrészről kapta a nevét, így lett Metropolitan Borough of Chelsea, a London FC, Kensington FC, és a Stamford Bridge FC neveket pedig elutasították. Mears javaslatára a klub átvette Lord Chelsea versenyszínét, a kék trikót a fehér rövidnadrággal és a sötétkék sportszárral együtt.

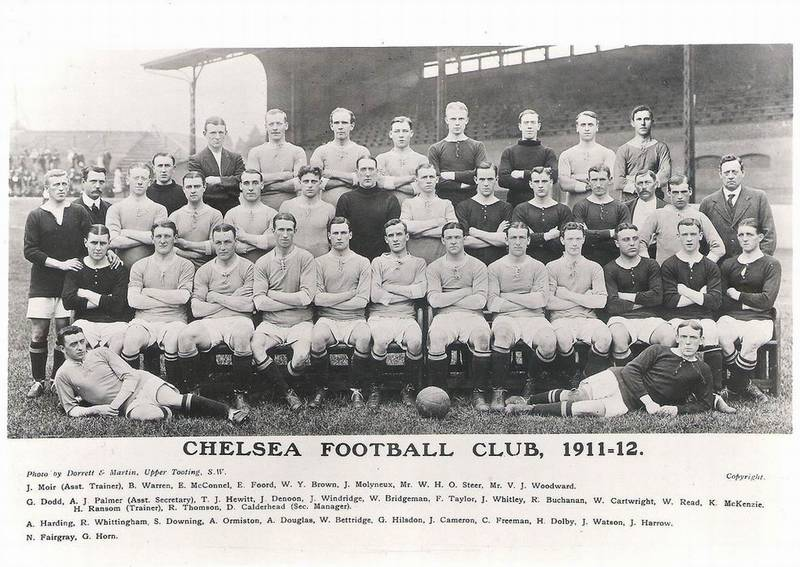
A Chelsea az 1911–1912-es szezonban

A gárda fontolóra vette a Southern Football League-ben való elindulást, de a Fulham és a Tottenham Hotspur kifogásait követően elutasították őket, ezért inkább az English Football League-be kérvényezték a felvételt. Jelöltségüket 1905. május 29-én jóváhagyták; a Football League éves közgyűlésén Parker beszéde különösen fontos volt, melyben hangsúlyozta az új klub pénzügyi stabilitását, az új lenyűgöző stadiont, és a meghatározó játékosokat, mint William "Fatty" Foulke ("Gömböc") hálóőrt, aki korábban a Sheffield United gárdájával bajnoki címet és 2 FA-kupát nyert.
A 28 éves skót válogatott hátvédet, John Robertsont felvették játékos-menedzsernek. A klub olyan játékosokkal alakult meg, akiket más egyesületekből szerződtettek; Foulke mellett leigazolták Jimmy Windridge-et és Bob McRoberts-t a Small Heath-től, valamint Frank Pearsont a Manchester Citytől. A klub első mérkőzését 1905. szeptember 2-án játszotta idegenben a Stockport County ellen, és elvesztette azt 1–0-ra. Az első hazai megmérettetésüket a Liverpool ellen játszották egy barátságos mérkőzés keretein belül, mely során 4–0-s győzelmet arattak. Az első bajnoki gól Robertson nevéhez fűződik, melyet a Blackpool ellen szerzett, ezzel a találattal a találkozót 1–0-ra nyerték meg.
A gárda végül a másodosztályban a harmadik helyen végzett első évében, de Robertson folyamatosan látta, hogy pozícióját beavatkozásával aláássa a tanácsterem. 1905 novemberében már azt a lehetőséget is elvesztette, hogy ő maga állítsa össze a csapatot, végül 1907 januárjában a Glossop North End-hez szerződött. William Lewis klubtitkár ideiglenes felelősséget vállalt a csapatért, a szezon végeztével pedig feljutáshoz vezette őket, nagyrészt Windridge és George "Gatling Gun" Hilsdon ("Gólyószóró") góljainak köszönhetően. Hilsdon debütálásakor 5 gólt szerzett és az első olyan játékos lett a klubban, aki 100 gólig jutott el.
Lewis helyét David Calderhead követte, aki a következő 26 évben trenírozta a Chelsea-t. A kezdetek kevés sikerrel jártak, a klub ingázott az első- és a másodosztály között. Az 1909–1910-es bajnokságban kiestek, 1911–1912-ben újra feljutottak, az 1914–1915-ös szezonban a 19. helyen végeztek, ezt az idényt azonban az első világháború miatt felfüggesztették. A klub a szabályok szerint kiesett volna, de amikor újraindult a bajnokság és 22 csapatosra bővült, újra az első osztályban indulhatott.

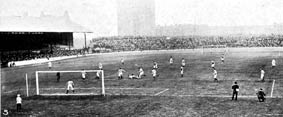
A Chelsea a West Bromwich Albion ellen a Stamford Bridge-en 1905 szeptemberében

1915-ben, az első világháború árnyékában a csapat a jelenlévő egyenruhás katonák nagy száma miatt bejutott az első FA-kupa döntőjébe, melyet akkoriban még "Khaki-kupának" neveztek. A Sheffield United elleni összecsapást komor hangulatban játszották a manchesteri Old Traffordon, elkerülve ezzel a háborúból adódó londoni zavargásokat. A Chelsea, leszámítva legjobb amatőr csatárát, Vivian Woodwardot – aki erősen ragaszkodott hozzá, hogy a döntő a bejutás sorrendjében dőljön el és ezért látszólag nem érdekelte ez a meccs – kiemelkedő játékával hívta fel magára a figyelmet. A kapus, Jim Molyneux hibája lehetővé tette a United számára, hogy a félidő előtt gólt szerezzenek, ám a kékek hiába tartottak ki az utolsó hat percig, az ellenfél még két gólt értékesített, beállítva így a 3–0-s végeredményt.
Kevés vagyona ellenére a klub az ország egyik legjobban támogatott csapatává vált, a szurkolókat vonzotta a gárda hírnévre törő, szórakoztató támadófutballt nyújtó játéka, illetve a sztárjátékosok, nevezetesen a hátvéd Ben Warren és a csatár Bob Whittingham. Az egyesületnek a legmagasabb volt a látogatottsága az 1907–1908-as, az 1909–1910-es, az 1911–1912-es, az 1912–1913-as, és az 1913–1914-es idényben. 67 000-es szurkolói tömeg vett részt a Manchester United elleni bajnokin 1906 nagypéntekén, ami akkoriban rekordnak számított egy londoni mérkőzésen. 55 000-en vettek részt a legelső londoni derbin az első osztályban a Woolwich Arsenal ellen, ez a nézőszám az angol első osztály meccsének rekordja. 1911. április 13-án, az FA-kupa negyedik fordulójában 77 952 néző vett részt a Swindown Town ellen.

## A két világháború között
A háborút követő első teljes idény, az 1919–1920-as volt a Chelsea addigi legsikeresebb szezonja. A 24 gólos támadó, Jack Cock szerződtetésével és vezérletével a harmadik helyen végeztek a bajnokságban – mely akkor egy londoni klub legjobb eredménye volt – valamint bejutottak az FA-kupa elődöntőjébe, ahol vereséget szenvedtek az Aston Villa csapatától, így lemaradtak a hazai pályájukon, a Stamford Bridge-en esedékes döntőről. Az 1923–1924-es szezonban ismét kiestek a másodosztályba, a következő öt szezonból négyben éppenhogy lemaradtak a feljutástól, ezzel ötödik, harmadik, negyedik és  harmadikak lettek. A Chelsea a már hosszabb ideje a klubnál futballozó játékosainak vezérletével, Willie Fergusonnal, Tommy Lawval, és Andy Wilsonnal az 1929–1930-as szezonban feljutott újra az első ligába és a következő 32 esztendőben ott is maradt.

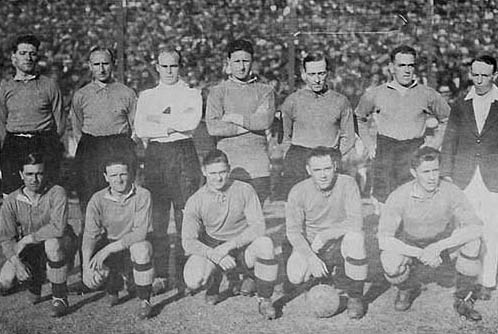
A Chelsea FC csapata Argentínában 1929-ben

Az 1930-as szezon kezdete előtt 25 000 fontért (49 000 dollár) igazolt három nevezetesebb játékost, a skót Hughie Gallachert, Alex Jacksont, és Alec Cheyne-t. Különösen Callagher volt korának egyik legnagyobb tehetsége, gólérzékenységéről volt ismert és arról, hogy az 1926–1927-es szezonban a Newcastle United csapatkapitánya volt. Ő és Jackson annak a Wembley Wizardsként ismert skót válogatottnak voltag tagjai, amely 5–1-re ütötte ki az angol válogatottat a Wembley Stadionban 1928-ban.
Bár időnként nagy arányú győzelmeket produkáltak – ezek közül kiemelkedik a Manchester United elleni 6–2-es, illetve a Sunderland elleni 5–0-s győztes mérkőzés – azonban az új trió nem érte el az elvárásokat. Gallacher mind a négy szezonjában a Chelsea gólkirálya volt, összesen 81 gólt szerzett, de Nyugat-Londonban a személyes problémái miatt hosszú eltiltások tarkították pályafutását, ezek közül jelentős a játékvezetővel való afférja miatti 2 hónapos eltiltása. Jackson és Cheyne nehezen illeszkedett be a klubba, korábbi eredményeiket már nem tudták újra hozni. A trió 300 mérkőzés alkalmával nem lépett pályára együttesen, 1936-ra így mindannyian jelentős anyagi kárt szenvedtek az egyesülettől. Csalódottságuk megtestesítette a Chelsea hibáit az évtized során, a teljesítmény és az eredmények nem függtek össze a játékosok kaliberével. A vezetőség úgy érezte, alkalmatlan labdarúgókra költötték a pénzt, különösen támadókra, a védekezést pedig teljesen elhanyagolták.
Az FA-kupában a döntőig meneteltek. 1932-ben a csapat győzelmet aratott a Liverpool és a Sheffield Wednesday felett, az elődöntőben a Newcastle ellen döntetlent ért el. Tommy Lang a Szarkákat két gólos előnyhöz juttatta, válaszul Gallacher is betalált, ám hiába támadtak a kékek folyamatosan, gól már nem született, így a Newcastle nyerte meg a trófeát.
Calderhead 1933-ban lemondott, helyére Leslie Knighton került, a költségvetés azonban alig változott a vezetése alatt. Az évtized különböző szakaszaiban a klub olyan válogatott labdarúgókat igazolt, mint Tommy Law, Sam Weaver, Sid Bishop, Harry Burgess, Dick Spence és Joe Bambrick, ennek ellenére az évtized folyamán a legjobb bajnoki helyezésük a nyolcadik volt. Irónikus módon a klub két legmegbízhatóbb játékosa nem került pénzbe számukra: Vic Woodley kapus 19 egymást követő mérkőzést nyert az angol válogatottal, George Mills középcsatár pedig a Chelsea első olyan játékosa, aki 100 bajnoki gólt ért el. Az 1932–1933-as és az 1933–1934-es szezonban két ponttal, míg az 1938–1939-es bajnoki idényben egy ponttal kerülték el a kiesést. 1939-ben ígéretes volt a menetelésük a kupában, úgymint az Arsenal és a Sheffield Wednesday elleni győzelem, azonban a Grimsby Town ellen hazai pályán a negyeddöntőben kiestek a sorozatból.
A klub továbbra is az ország egyik leglátogatottabb csapata volt. Az 1935. október 12-i Arsenal elleni rangadó 82 905 embert vonzott a Stamford Bridge-re, amely továbbra is klubrekord és a második legnagyobb nézőszám az angol bajnokságban. Közel 50 000 ember vett rész Gallacher és Jackson bemutatásán. 1939-ben, mivel a klub nem hozta az elvárásokat, Knighton visszalépett. Utódja a Queens Park Rangers korábbi trénere, a skót Billy Birrell lett.
1937-ben a Chelsea részt vett a párizsi Arts et Techniques dans la Vie moderne nemzetközi tornán és olyan nevezetes csapatok ellen lépett pályára, mint az Austria Wien, a Bologna, és a Slavia Praha, így az első olyan angol klubbá avanzsált, mely részt vett egy nemzetközi tornán. Bejutottak a döntőbe, ahol az olasz bajnok Bologna ellen kaptak ki.
Az első világháború alatt sok sztárjátékost veszítettek el.

## A háború, a Gyinamo Moszkva és az új utánpótlás (1940–1952)
Birrellt röviddel a második világháború kitörése előtt nevezték ki vezetőedzőnek. Az 1939–1940-es bajnokságot három fordulót követően a zavargások következtében félbeszakították Nagy-Britanniában, ami azt jelentette, hogy ezeket az eredményeket nem tekintették hivatalosnak. A Chelsea ugyan minden helyi bajnokság kiírásában elindult, de mint minden klubot, így őket is jelentős veszteségek érték a játékoskeretet illetően a háborús harcok következtében. Kénytelenek voltak "vendégjátékosokat" meginvitálni és játszatni, nevezetesen Matt Busbyt, Walter Winterbottomot és Eddie Hapgoodot. A Football League War Cup kiírásában is részt vettek, mely során először a Wembley Stadionban léptek pályára, 1944-ben pedig a döntőben 3-1-re kaptak ki a Charlton Athletic ellen. Egy évvel később a Milwall egyesületét 2–0-ra győzték le 80 000-es szurkolói tömeg előtt. Utóbbi meccset követően John Harris vette át csapatkapitányként a trófeát a Wembley-ben Winston Churchill miniszterelnöktől.
1945 októberében a háború véget ért, az angol labdarúgó-szervezetek pedig annak keresték a módját, hogyan ünnepeljék meg a békeidő bekövetkeztével a játék visszatérését. A jóhiszeműség gesztusának részeként bejelentették, hogy a Szovjetunió uralkodó bajnokcsapata, a Gyinamo Moszkva bejárja az Egyesült Királyságot, és több hazai csapattal mérkőzik meg, köztük a Chelsea-vel is. A mérkőzésre november 13-án került sor a Stamford Bridge-en. A gárda egy addig ismeretlen, piros szalagot viselt a Gyinamo kék mezével való ütközés miatt. A kezdőrúgás előtt az orosz csapat játékosai egy csokor virágot adtak át az ellenfélnek. Az orosz gárda sok szurkolót meglepett tehetségével és szívósságával, hogy 0–2-ről és 2–3-ról visszavágva 3–3-as döntetlent ért el. Becslések szerint több mint 100 000 néző volt a stadionban, több ezren illegálisan léptek be. Ez az eddigi legmagasabb nézőszám a Stamford Bridge-en. A nézők számos beláthatatlan helyről, köztük a futópályáról és a lelátók tetejéről figyelték az összecsapást.

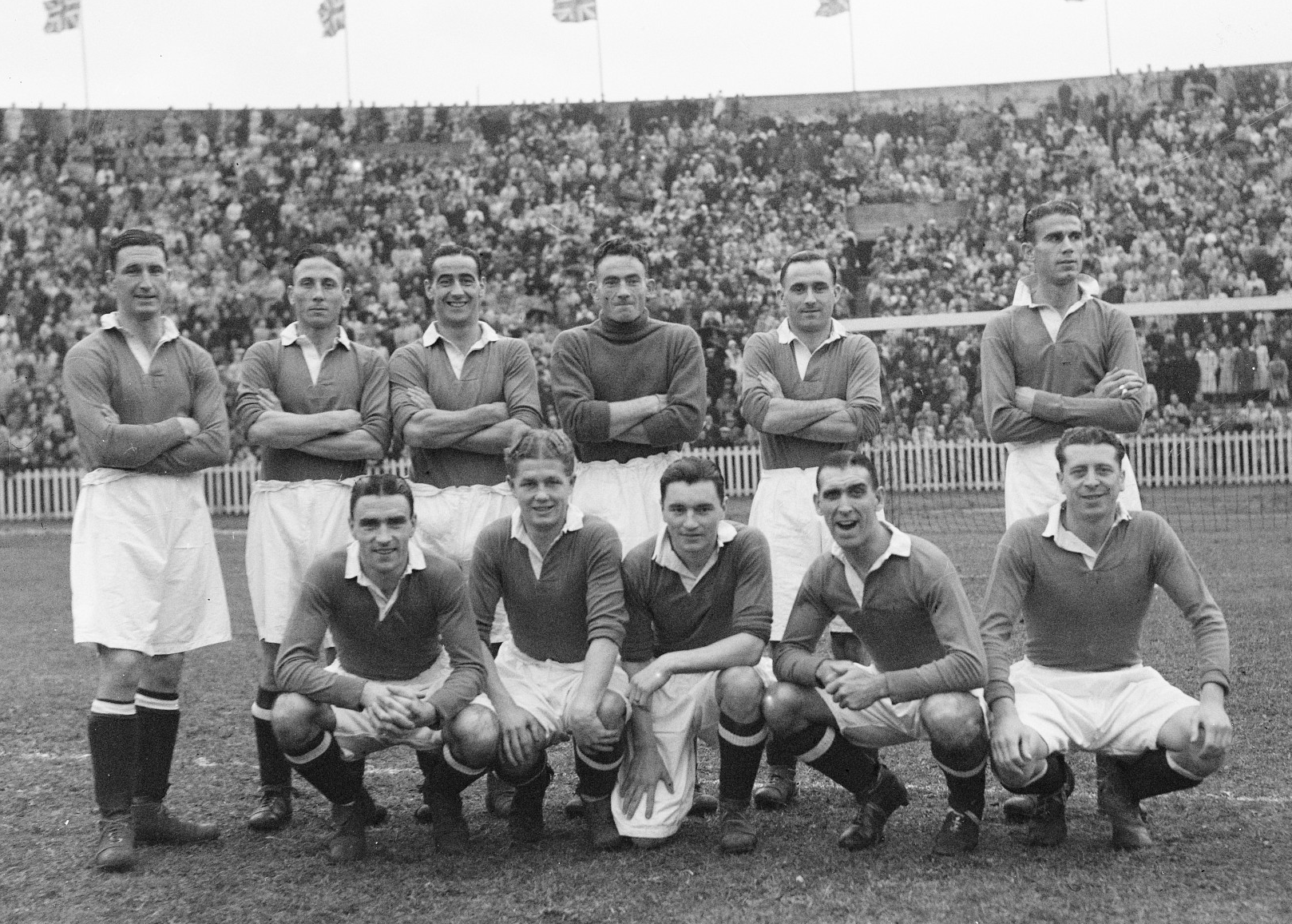
A Chelsea FC csapata 1947 novemberében

A háború után a Chelsea ismét nagy költekezésbe kezdett, és újra igazolt három nagy nevű csatárt, Tommy Lawtont, Len Gouldent és Tommy Walkert 22 000 fontért. A trió mind gólokat, mind szórakoztató játékot nyújtott – Lawton új klubrekordot állított fel azzal, hogy az 1946–1947-es bajnoki idényben 34 meccsen 26 gólt szerzett – de a csapat akkor a 15. helyen végzett az idény végén, és Birell vezetésével sosem végeztek a 13. hely fölött. Miután Birrellel kiestek, Lawtont eladták a Notts Countynak 20 000 fontért, helyére Roy Bentleyt igazolták, akit 1948-ban szerződtettek a Newcastle Unitedtől 11 500 font fejében.
1951-ben a klub részéről újabb menetelés következett az FA-kupában. A negyeddöntőben 2–0-ra győzték le a Manchester Unitedet, a White Hart Lane-en londoni riválisukkal, az Arsenallal kellett szembenézniük. Bentley két gólos előnyhöz juttatta ugyan a csapatot, azonban az első félidő lefújása előtt közvetlenül az Arsenal gólt szerzett, miután a kapus egy szögletet követően a labdát a saját kapujába ütötte. 15 perc maradt hátra a mérkőzésből, amikor az Arsenal egyenlített, majd 1–0-ra nyerte meg az ismételt találkozót.
Egy évvel később úgy tűnt, újra kiesnek: négy meccsel a bajnokság vége előtt hat pont volt a hátrányuk a bennmaradáshoz és 14 találkozón át nyeretlenek voltak. Miután váratlanul megnyerték a következő három meccset, az utolsó összecsapásukon nemcsak le kellett győzniük a Bolton Wanderers csapatát, hanem reménykednie kellett kiesőjelölt társai, az Everton-Sheffield Wednesday találkozó kimenetelében. A Chelsea 4–0-ra nyert, a Wednesday pedig 6–0-ra verte meg az Evertont, így a Chelsea 0,044-es gólaránnyal biztosította be a bennmaradást.  1952-ben az FA-kupa elődöntőjében ismét az Arsenallal mérkőztek meg és az első összecsapáson elért 1–1-es döntetlen után az ismételt találkozót 3–0-ra elveszítették. Birrell nem sokkal később lemondott.
Birrell legnagyobb eredményét a pályán kívül érte el a Chelsea-ben. Az átigazolási díjak kiadásainak csökkentése érdekében kidolgozott egy új utánpótlás programot Dickie Foss, Dick Spence és Jimmy Thompson vezetésével, melynek eredményeként ezentúl a klub saját maga nevel ki játékosokat. Ez a politika a következő három évtizedben biztosította a csapat magját olyan játékosokkal, mint Jimmy Greaves, Bobby Smith, Peter Osgood, Peter Bonetti, Ray Wilkins, Ron Harris, Bobby Tambling, Alan Hudson, Terry Venables és John Hollins.

## Ted Drake: Modernizáció és a bajnoki cím (1952–1961)
Sikerek: bajnoki cím (1955), Charity Shield (1955)
1952-ben az Arsenal és az angol válogatott korábbi játékosát, Ted Drake-et nevezték ki menedzsernek. Ő volt a klub történetében az első melegítős menedzser, aki minden mérkőzés után kezet fogott a játékosokkal, és minden meccs előtt "minden jót" kívánt nekik. Korszerűsítette a csapatot mind a pályán, mind a pályán kívül. Első intézkedése az volt, hogy eltávolította a Chelsea nyugdíjas képét a meccsprogramból, és így a klub Nyugdíjasok beceneve megszűnt létezni. Innentől kezdve már Kékekként emlegették őket. Mindez egy új "tomboló oroszlán" emblémájú címer bevezetéséhez is vezetett.
A menedzser javította az edzések rendszerét, bevezette a labdázást, mely akkoriban ritka gyakorlat volt. Az elődje által megkezdett ifjúsági- és utánpótlásrendszert kibővítette és felhagyott a gárda régi átigazolási politikával, mely szerint gyakran megbízhatatlan sztárjátékosokat szerződtettek. Az alacsonyabb osztályokból kevésbé ismert, de megbízhatóbb játékosok mellett döntött. Felszólította a szurkolókat arra, hogy legyenek patriótábbak és álljanak a csapat mögé. Első évei nem bizonyultak ígéretesnek, mivel első idényében a 19. helyen végzett, egy ponttal elkerülve a kiesést, a második szezonban már nyolcadikak lettek.
Az 1954–1955-ös szezonban, a klub jubileumi évében a gárda olyan teljesítményt produkált, mely korábban nem jellemezte, váratlanul megnyerték ugyanis első bajnoki címüket az első osztályban. A csapat tagjai: Charlie 'Chic' Thompson kapus, Derek Saunders és Jim Lewis amatőr játékosok, a középső középpályás Johnny 'Jock' McNichol, Eric "Rabbit" Parsons és Frank Blunstone szélsők, Peter Sillett és az angol válogatott későbbi szövetségi kapitánya, Ron Greenwood középhátvédek, a klub régebbi játékosai, a jobbhátvéd Ken Armstrong, a balhátvéd Stan Willemse és a veterán hátvéd, John Harris. Talán az egyetlen igazi sztár a csapatkapitány és az idény gólkirálya (21 góllal), az angol válogatott Roy Bentley volt.
A Chelsea korántsem kezdték jól az idényt négy egymást követő vereséggel, beleértve az izgalmas Manchester United elleni 5–6-os vereséget, novemberben a 12.-ek voltak. Innentől kezdve viszont figyelemre méltó teljesítménnyel rukkoltak elő, a következő 25 összecsapásukból csak hármat buktak el. A Szent György-napi Sheffield Wednesday elleni 3–0-s győzelemmel, melyet a tartalékok játszottak végig, bebiztosították bajnoki elsőségüket. A siker kulcsa a fő riválisok és a második helyezett Wolverhampton Wanderers elleni két győzelem volt. Idegenben az első találkozón a Molineux Stadionban 4–3-ra diadalmaskodtak, úgy, hogy 3–2-re is vezetett az ellenfél, a Stamford Bridge-en pedig 1–0-s győzelem született áprilisban, mely során Sillett tizenegyest hibázott, illetve a Wolves csapatkapitánya, Billy Wright gólhelyzetben lőtt a léc felé.
Az összesen szerzett 52 pont a bajnokságban így is az egyik legalacsonyabb eddig, amellyel a csapat megnyerte az első világháború óta az angol bajnoki címet. Az évad utolsó meccsén a Matt Busby vezette Busby Bébik néven ismert Manchester United díszsorfalat állt a regnáló bajnok Chelsea-nek. Ugyanebben az idényben négyszer is bajnokságot nyert a csapat: az A csapat mellett a tartalékok és a juniorok is megnyerték saját bajnokságukat.
A bajnokság megnyerésével biztosított volt, hogy a Chelsea az első angol résztvevő legyen a következő szezonban induló Bajnokcsapatok Európa-kupája sorozatában. Az első fordulóban a svéd bajnok Djurgådens gárdájával találkoztak volna, de az English Football League és az Angol labdarúgó-szövetség (angolul: FA)  vezetői megtagadták indulásukat, úgy vélték, hogy a hazai tornákat kell előtérbe helyezni, ezért a klubot meggyőzték a visszalépésről. A Chelsea egy nem hivatalos brit bajnokit játszott az Aberdeen csapatával, mely során az ellenfél győzött. A klub egy címerével ellátott tányérral ajándékozta meg az Aberdeent.
A Chelsea nem tudott tovább építeni a bajnoki sikerére, a következő szezonban a kiábrándító 16. lett. A csapatból kiöregedtek a játékosok és sorozatosan a középmezőnyben végeztek a bajnokságban. Ebben az időszakban az egyik fényes ígéretnek a góltermékeny Jimmy Greaves számított, aki négy idény alatt 122 bajnoki gólt szerzett. Vele együtt további ígéretes fiatalok sora jelent meg, akiket Drake kiskacsáiként emlegettek. Tapasztalatlanságukból adódóan azonban a teljesítményük nem tudott rendszeresen stabil maradni. 1961 januárjában a klub egyik meglepő veresége az FA-kupa harmadik fordulójában a negyedosztályú Crewe Alexandrától. Amikor 1961 júniusában Greavest eladták a Milannak, a győzelmek elmaradtak. Drake-et szeptemberben menesztették, miután 4–0-s vereséget szenvedett a Blackpool gárdájától, a Kékek pedig ekkor a tabella alján foglaltak helyet. Helyét a 33 éves játékos-edző, Tommy Docherty vette át.

## A kialakulás (1963–1971)
Sikerek: Ligakupa (1965), FA-kupa (1970), KEK (1971)

### Tommy Docherty

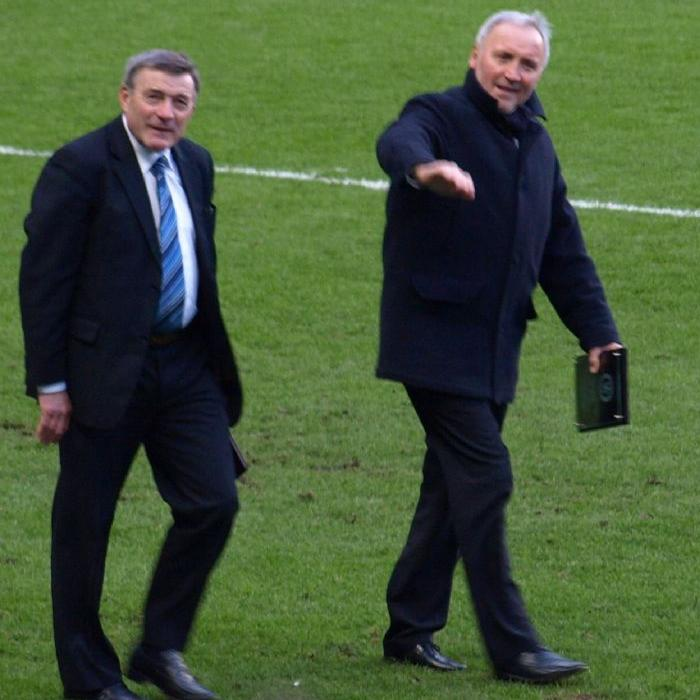
Bobby Tambling és Barry Bridges, az 1960-as évek Chelsea-jének két kulcsjátékosa a Stamford Bridge-en 2009-ben

A Swinging sixties egy olyan korszakot nyitottak meg, ahol a labdarúgás és az utánozhatatlan stílus egyesült London szívében; a divatos King's Road a főváros tomboló szívében. A korabeli szupersztárokat, köztük Michael Caine-t, Steve McQueen-t, Raquel Welch-t, Terence Stamp-ot és Richard Attenborough-t (a klub egykori alelnöke) rendszeresen láthatták a Stamford Bridge-en, amikor a csapat az országban az egyik legcsillogóbb és legdivatosabb lett. A '60-as évekbeli Chelsea karizmája nagy nevűvé tette a klubot, de a csapatot a pályán elért diadalokkal nem lehetett összehasonlítani, és több közeli hibát is el kellett viselnie.
Docherty szigorú fegyelmi rendszert vezetett be, a klub több idősebb játékosát eladta, helyettesítve őket az ifjúsági akadémiáról kibontakozó tehetséges fiatalok új generációjával, kiegészítve néhány ügyes átigazolással. Mire 1962 januárjában átvette az irányítást, a gárda már csak a kiesésre volt ítélve, és az időt arra használta, hogy kísérletezzen és megtervezze a jövőt. A Chelsea kiesett, Docherty első teljes idényében menedzserként visszavezette őket a második liga második helyezettjeként, meghatározó volt a rivális, Sunderland elleni küzdelmes 1–0-s siker (Tommy Harmer ágyékáról pattant be a kapuba a labda), illetve a Portsmouth elleni 7–0-s diadal az utolsó fordulóban.
A Chelsea így egy új, fiatalos csapattal tért vissza az első osztályba, amelybe beletartozott a megalkuvást nem ismerő Ron "Chopper" Harris (aki klubrekordot állított fel a 795 profi mérkőzésévél) a kapus Peter Bonetti, az eredményes góllövő szélső  Bobby Tambling (akinek 202 gólja maradt klubrekord 2013-ig) a középpályás John Hollins, a hátvéd Ken Shellito, a csatár Barry Bridges, a szélső Bert Murray, valamint a csapatkapitány és a játékmester Terry Venables, az ifjúsági rendszer összes nevelése. Melléjük Docherty szerződtette George Graham támadót, a balhátvéd Eddie McCreadie-t, és az elegáns hátvédet, Marvin Hintont minimális összegekért, hogy megvalósítsák a gyémánt felállást. Docherty egy dokumentumfilmben "kis gyémántjaként" emlegette a csapatot, a név pedig megragadt.
A Chelsea egy ötödik helyezéssel tért vissza az első osztályba, a következő idényben pedig tripláztak, begyűjtve a bajnoki cím az FA-kupát, és a Ligakupát is, magas energián és gyors passzokon alapuló játékkal. A Chelsea volt az első angol csapat, amely átfedő hátvédeket játszatott. Korán felvették a tempót a bajnoki címért, az elsőségért a Manchester Uniteddel és a Leeds Uniteddel küzdöttek, a Ligakupát a Leicester City elleni 3–2-es győzelemmel nyerték meg McCreadie emlékezetes egyéni erőfeszítésének hála, a második ütközet során kemény küzdelem árán 0–0-s döntetlen született a Filbert Street-en.
Széthúzások is kezdtek kialakulni, miután a temperamentumos Docherty egyre inkább összecsapott az öltözőben néhány erősebb személyiséggel, köztük Venables-szel. A csapatot márciusban a címvédő Manchester United verte meg, a Liverpool elleni FA-kupa elődöntőben 2–0-s vereséget szenvedtek, annak ellenére, hogy az összecsapás favoritjai voltak. Ennek ellenére csúcsot értek el a hátralévő négy meccsen. Docherty ezután nyolc kulcsfontosságú játékost (Venables, Graham, Bridges, Hollins, McCreadie, Hinton, Murray és Joe Fascione) küldött haza, mert megszegték a kijárási tilalmat a Burnley elleni döntő meccs előtt. A megmaradt rutintalan játékosokat az utánpótlásból és a tartalékokból 6–2-re verték meg, így az esély a bajnoki címre elúszott, a Chelsea végül harmadik lett.
A következő évad ugyanolyan eseménydúsnak bizonyult, még ha sikertelen is volt, a Chelsea komoly kihívás elé nézett a bajnokságban, az FA-kupában, és a Vásárvárosok kupájában. A három sorozatban akkori klubrekordnak számító 60 meccs megterhelte a keretet. A bajnoki kiírásban az ötödik helyen végeztek, a kupában az elődöntőben bosszút álltak a Liverpool-on a tavalyi vereségért azáltal, hogy újra az elődöntőben nyertek ellenük az Anfield Stadionban, így újra a Sheffield Wednesday-jel találkoztak a Villa Parkban. A döntőbe jutás favoritja megdermedt, amikor a yorkshire-i klub 2–0-ra győzött.
A Vásárvárosok-kupája szereplésük során az AS Roma felett győzelmet arattak (erőszakos találkozó során a Roma szurkolói a csapat edzőjének támadtak), majd következett az 1860 München és az AC Milan (utóbbi egy érmedobással dőlt el, miután két meccs alatt sem született győzelem), a Barcelona elleni elődöntő során pedig búcsúzni kényszerültek. Mindkét csapat hazai pályán 2–0-ra győzött, egy újabb érmedobással az újabb megmérettetést a Camp Nou-ban rendezték, a Barcelona 5–0-ra nyert. Docherty, mivel már több játékossal kapcsolata elérte a mélypontot, úgy döntött, hogy feloszlat egy 21 év átlagéletkorú csapatot. A szezon végeztével eladták Venables-t, Graham-et, Bridges-t, és Murray-t. A skót szélső, Charlie Cookie 72 000 fontért csatlakozott, csakúgy, mint a csatár, Tommy Baldwin, aki részben Grahamért cserébe érkezett. Az ifjúsági összeállításból kitűnt egy Peter Osgood nevű, nagyra értékelt tizenéves csatár is.
Docherty átigazolási manőverei eredetileg meghozták az eredményüket. A Chelsea, Osgooddal a csapat középpontjában, 1966 októberében a bajnoki tabella élén állt, tíz fordulón keresztül az egyetlen veretlen csapat volt. Osgoodnak azonban egy Ligakupa-döntetlen során eltört a lába, és a csapat lendülete is megszakadt. Docherty azonnal egy csatárt szerződtetett, Tony Hateley klubrekordot jelentő 100 000 fontért írt alá, fejjátéka azonban nem felelt meg a Chelsea stílusának, bár igyekezett beilleszkedni. A bajnokságban lefelé sodródtak és kilencedikként végeztek. A szezon csúcspontja az FA-kupa döntőbe jutás volt, ennek útja az elődöntőben a Leeds United elleni győzelem volt. A találkozót széles körben úgy tekintették, amely elindította a két klub közötti heves versengést. Hateley utolsó pillanatban jegyzett fejesgólja nyertesnek bizonyult, a Leeds-nek két gólt nem engedélyeztek, egyet les miatt, egyet pedig Peter Lorimer túl gyorsan elvégzett szabadrúgásáért.
A Chelsea a Tottenham Hotspurral versengett a Cockney Cup döntőjeként elhíresült, egész Londonban megrendezett FA-kupa döntőben. Ez volt a klub első szereplése döntőben 1915 óta, és az első a Wembley Stadionban megrendezett fináléban. A 22 éves Ron Harris eddig a legfiatalabb labdarúgó, aki csapatkapitányként pályára lépett a verseny döntőjében. Egy olyan játékban, mely nem felelt meg az elvárásoknak, a Chelsea alulteljesített, egy késői Tambling fejesgól kevés volt ahhoz, hogy kiegyenlítsenek, így a Venables-szel és a Jimmy Greavesszel felálló Tottenham gárdája 2–1-re győzött. A következő szezonban Dochertyt elbocsátották, miután a csapat első 10 meccséből mindössze kettőt nyert meg. A Southampton elleni hazai 6–2-es vereséget követően az öltözőben fokozódó nyugtalanságból adódóan a bónuszok kifizetése miatt az Angol labdarúgó-szövetség elrendelte a 28 napos eltiltását.

### Dave Sexton
Docherty távozása után asszisztense, Ron Stuart került ideiglenesen az első csapat élére. A Chelsea következő mérkőzését 7–0-ra elvesztette a Leeds United ellen, mely megegyezett a klub valaha volt legnagyobb vereségével (az 1953–1954-es szezonban 8–1-re kaptak ki a Wolves ellen). Dave Sextont, a Chelsea korábbi edzőjét és a Leyton Orient menedzserét sokkal nyugodtabb és visszafogottabb karakterként nevezték ki vezetőedzőnek. A Dochertytől örökölt csapat magja nagyrészt változatlan maradt, bár John Dempsey, David Webb és Ian Hutschinson leigazolásával acélosabbá tette a védelmet. Szerződtette a mozgékony középpályást, Alan Hudsont, majd visszahívta a szélső Peter Housemant. Sexton stabil teljesítményt produkált, a Chelsea-t két hatodik helyig vezette, valamint az 1968–1969-es vásárvárosok kupáját rövid menetelést követően érmefeldobással bukta el a DWS csapata ellen.
Az 1969–1970-es szezonban Osgood és Hutchinson 53 gólt szerzett együtt, ezzel a klubot a bajnokság harmadik helyéhez és egy újabb FA-kupa-döntőhöz segítve. Az ellenfél ezúttal is a Leeds United volt, mely a korszakban a bajnokság egyik meghatározó csapata volt. Az első összecsapáson a Chelsea kétszer is kiegyenlített a saras pályán a 2–2-re végződő összecsapáson a Wembley-ben, először Houseman révén, majd Hutchinson utolsó percekben szerzett fejesével (négy perc volt hátra a meccsből). A visszavágót két héttel később az Old Traffordon rendezték, mely a két fél kompromisszummentes taktikájáról, valamint az egyéni teljesítményekről és tehetségről szólt. A Chelsea ismét hátrányba került, de harmadjára is egyenlített Osgood csukafejesével Cooke beadásából. A játék hosszabbítással folytatódott, a Chelsea először vette át a vezetést, amikor Webb Hutchinson bedobását követően fejjel állította be a 2-1-es végeredményt.
A kupa elnyerésével a Chelsea először játszhatott a Kupagyőztesek Európa-kupájában. Sima győzelmet arattak az Aris felett, a CSZKA Szofija ellen a nyolcaddöntőbe jutottak be, ahol drámai visszatéréssel ütötték ki a Club Brugge-t. Az első meccsen 2–0-s vereséget szenvedve Osgood gólját kilenc perc választotta el attól, hogy a Chelsea összesítésben továbbjusson. A hosszabbítás után 4–0-ra nyertek. Az elődöntőben a Manchester Cityt búcsúztatták. Az utolsó mérkőzés a Real Madrid ellen 1–1-re végződött, de Dempsey nem hétköznapi gólja és Osgood találata – alig két nappal később – elegendő volt a 2–1-es győzelemhez és a Chelsea első európai kupasikerének megszerzéséhez. A Blue is the color 1972-ben jelent meg a csapat tagjai énekével, és az ötödik helyet érte el a brit kislemezlistán. A dal az egyik leghíresebb angol futballszurkolói dal lett, és örökre társult a kor Chelsea csapatához.

## Visszaesés (1972–1983)
A KEK győzelem volt a Chelsea utolsó jelentős sikere az évtized során, mivel ezek után számos probléma adódott és hátráltatta őket. Az 1970-es évek során a csapat fegyelmezettségével adódtak gondok, mivel Sexton több kulcsfontosságú játékossal – többek között Osgoddal, Hudsonnal és Baldwinnel – keveredett konfliktusokba hozzáállásuk és életmódjuk miatt. Ahogy a csapat szellemi morálja csökkent, úgy nem jöttek az eredmények sem. A Chelsea ugyanakkor két rekordot állított fel az 1971–1972-es kupagyőztesek Európa-kupája kiírásában. Összesítésben 21–0-s győzelmet aratott a luxemburgi Jeunesse Hautcharage gárdája ellen, amely az európai kupaporondon továbbra is rekordnak számít. A klub történetének legnagyobb gólarányú győzelme a hazai pályájukon elért 13–0-s győzelem. Az ezt követő meccsen, az Åtvidaberg FF ellen idegenben lőtt gólok tekintetében maradtak alul, és estek ki a sorozatból.
Még ebben a szezonban a gárda vereséget szenvedett az FA-kupában a Leyton Orient ellen is, úgy, hogy 2–0-ra vezetett. A Ligakupában a Stoke City elleni ütközet jelentette a végállomást számukra.  Az 1972–1973-as bajnoki szezont egy 4–0-s győzelemmel kezdték a Leeds United ellen, decemberben negyedik helyen álltak a tabellán. A Ligakupa elődöntőben összesítésben 3–0-ra kaptak ki a Norwich City ellen, ezt követően hanyatlás jellemezte a csapatot. 21 bajnoki megmérettetésükből mindössze 5 meccset nyertek meg, végül a 12. helyen zárták az idényt. A következő szezonban a 17. helyen zárták a tabellát. Sexton, illetve Osgood és Hudson viszálya 1973-ban, a West Ham United elleni 4–2-es zakó után érte el a csúcspontját, a csapat az első félidőben még 2–0-ra vezetett. A tréner néhány hónap múlva eladta mindkét játékost. Sextont az 1974–1975-ös gyenge szezonkezdet után menesztették, utóda asszisztense, Ron Stuart lett, aki nem tudott segíteni a csapat hanyatlásán, így 1975-ben távozott posztjáról.
Tervbe került a modern keleti lelátó (East Stand) megépítése a stadionnak (ami a mai napig is része), ez által ugyanis még 60 000 néző tudja látogatni a csapat mérkőzéseit a későbbiekben. A projektet a legambiciózusabb tervnek ítélték meg Nagy-Britanniában. A megvalósítás azonban egybeesett az 1973-as olajválsággal. Az építők sztrájkja miatt anyaghiány következett be, és ezek olyan mértékben költség-kontrollálhatatlanná váltak, hogy a klub 1977-re 4 000 000 font adósságba került. Ennek eredményeként a Chelsea 1974 augusztusa és 1978 júniusa között egyetlen játékost sem tudott vásárolni. A csapat hanyatlása a nézők hiányával párosult, akik pedig maradtak, rontották a Chelsea látogatottságát huliganizmusukkal. Az 1970-es évek végén illetve az 1980-as évek elején a huliganizmus nagy mértékben elterjedt Nagy-Britanniában. A Chelsea szurkolói különösen hirhedtté váltak, az elkövetkezendő években rossz hatást gyakorolva a klub megítélésére.
Az 1970-es évek közepén a Chelsea fanatikusai sok erőszakos incidensbe, rongálásba, és testi sértésekbe keveredtek. A Luton Town otthonában behatoltak a pályára, a Luton állomásra vezető úton kirakatokat törtek be, majd felgyújtották a Football Specialt – mely egy szurkolói vonat – melynek következtében többszáz embert tartóztattak le. 1977-ben a Charlton Athletic stadionjában tüzet gyújtottak a lelátókon. Az 1976–1977-es szezonban a Milwall elleni mindkét találkozót – akiknek szintén köztudottan huligánok alkották a szurkolói magját – a bajnokságban tömeges összecsapások jellemezték. A huliganizmus arra késztette Denis Howell sportminisztert, hogy a Chelsea szurkolóit eltilotta az idegenbeli találkozókról (hasonló büntetést még kapott a Manchester United is). A huligánok tiltakozásokba kezdtek, és a következő, Wolverhampton elleni mérkőzésre már elutaztak.

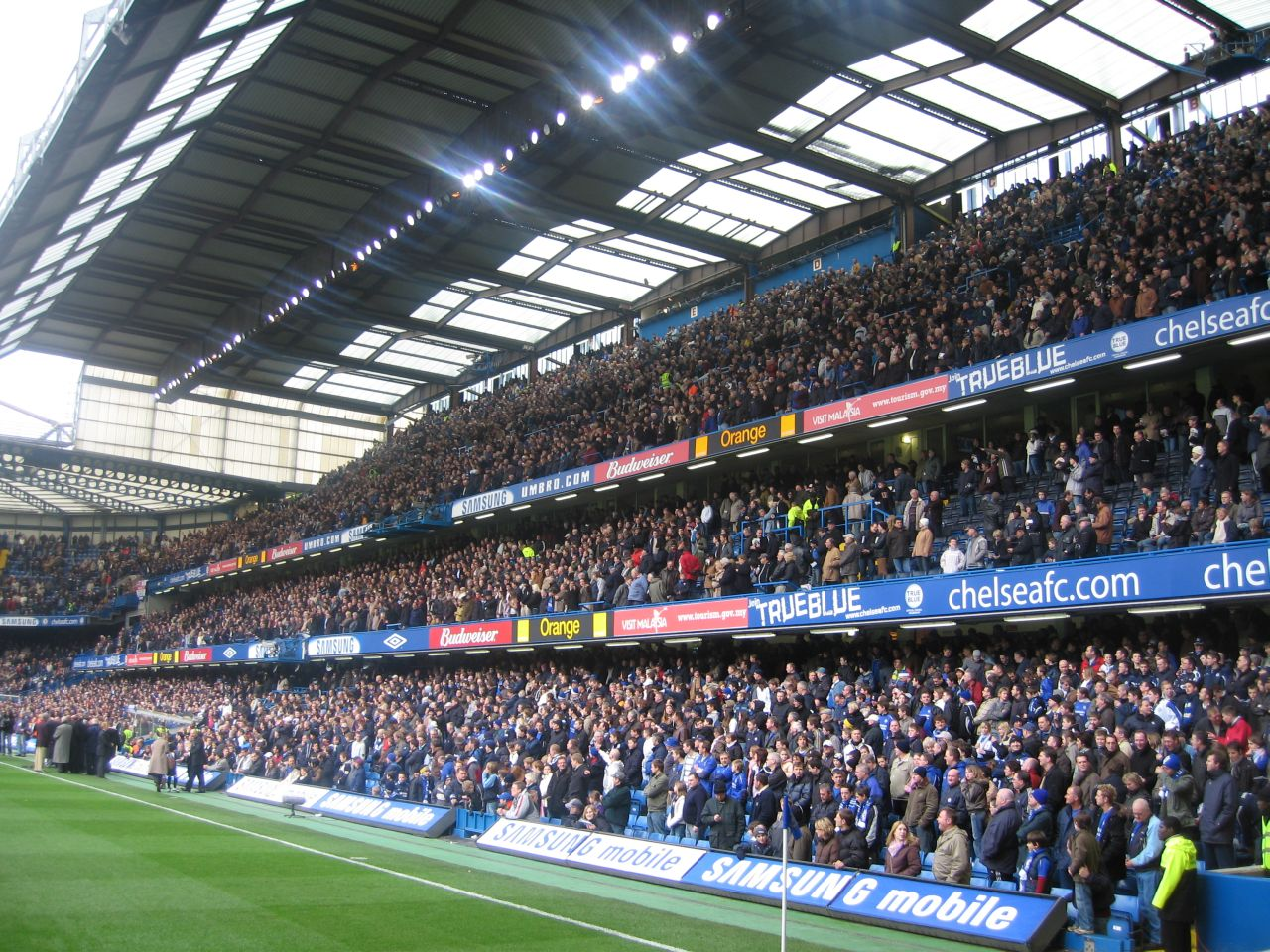
A keleti lelátó (East Stand) az 1970-es és az 1980-as évek pénzügyi problémáinak fő forrása volt

A Chelsea 1975-ös kiesése előtt nem sokkal az egykori balhátvéd, Eddie McCreadie lett a csapat trénere. Egy konszolidált 1975–1976-os szezon után, az 1976–1977-es bajnoki idényben a gárda az ő vezetésével újra feljutott az elő osztályba. Az újra nagyrészt ifjúsági-akadémiai játékosokból álló csapatban jelentős szerepe volt a támadó, Ray Wilkins 24 góljának, szintén a csatár Steve Finniestonnak, és olyan veterán játékosoknak, mint Cookienek, Harrisnek, és Bonettinek. McCreadie azonban elhagyta a csapatot Brian Mears klubelnökkel való szerződése kapcsán kialakult vita miatt, mivel nem kapott meg egy céges autót. Utána a klub korábbi jobbhátvédjét, Ken Shellitót nevezték ki menedzsernek.
Shellito az 1977–1978-as szezonban az első osztályban tartotta a Chelseat, kiemelkedő eredménye volt a friss Bajnokcsapatok Európa-kupája győztes Liverpool elleni 4–2-es győzelem az FA-kupában. A következő szezon közepén felmondott, a bajnokság első felében a csapat mindössze ugyanis három fordulót nyert csak meg. Még Osgood rövid visszatérése sem javított a csapat szerencséjén. Shellito utódja a kétszeres bajnok korábbi Tottenham Hotspur játékos, Danny Blanchflower lett, aki nem tudta megfékezni, hogy a csapat bentmaradjon az első osztályban. Öt győzelemmel és 27 vereséggel a hátuk mögött újra kiestek, elindítva ezzel a Chelsea történetének egyik legsötétebb időszakát.
A klub egyik meghatározó játékosát, Wilkinst eladták a Manchester Unitednek, a klub új edzője pedig 1979 szeptemberétől az a Geoff Hurst lett, akinek nagy szerepe volt abban, hogy Anglia 1966-ban megnyerje a világbajnokságot. Segítője Bobby Gould volt. Érkezésükkel a Chelsea játéka fellendült, sokáig vezették a tabellát, azonban a késői vereségek miatt a szezon végeztével a negyedik helyet szerezték meg. A következő idényben a csapat a gólszerzéssel küzdött, kilenc mérkőzés alatt mindössze egy gólt szereztek, húsz ütközetből pedig csak hármat nyertek meg, az 1980–1981-es idényben a tizenkettedikek lettek. Ezt követően Hurstot elbocsátották a csapattól.
1981-ben Mears lemondott klubelnöki posztjáról, ezzel megszüntetve a 76 éves hagyományt a klubbal. Mears egyik utolsó intézkedése az volt, hogy a Wrexham volt trénerét, John Nealt nevezte ki menedzsernek. Egy évvel később a Chelsea Football & Athletic Company teljesen eladósodott, a játékosokat nem tudták kifizetni. A Mears tulajdonában lévő céget az Oldham Athletic egykori elnöke és üzletember Ken Bates vásárolta meg 1 fontért. Vitatott okok miatt azonban nem vásárolta meg az SB Propoertiest, mely a Stamford Bridge teljes tulajdonjogát birtokolta. A Chelsea így veszteséges helyzetbe került, hetente 12 000 fontot veszített. Bates miután átvette a céget, így vélekedett: "Egy közösségi klub, mely játszk egy kis focit szombatonként." Majd hozzátette:
Rosszkor voltak rossz helyen az egész klubban. Leírtam mindent és újrakezdtem. A Chelsea korábban cipőtisztítóval is rendelkezett. Az újoncok csak nézték, ahogy takarít. Elment. Az igazgatóknak saját sofőrje volt, akik körbevitték őket a városban. Elment. Még a lottón is elment a pénz. Hogyan? Csak két madár árult jegyet. Elmentek.
Az 1981–1982-es szezon felejthető a klub történetében. A bajnokságban a Chelsea ismét a 12. helyen végzett, az FA-kupában jelentős menetelést tudhattak maguk mögött. Az ötödik fordulóban a BEK győztes Liverpool ellen 2–0-ra nyertek. A nyolcaddöntőben a régi rivális Tottenhammel mérkőztek meg. Parázsjáték közepette 3–2-es vereséget szenvedtek, úgy, hogy a Chelsea Mike Fillery góljával vezetett is. A Chelsea legrosszabb szezonjának az 1982–1983-as idény bizonyult. A fényes kezdet után a csapat drámai módon visszaesett, kilenc meccsen át nem tudott ugyanis nyerni, a fennálló pénzügyi problémáinak is köszönhetően így majdnem kiesett a harmadosztályba. A szezon utolsó előtti meccsén, a Bolton Wanderers ellen Clive Walker 25 méterről szerzett utolsó percbeni gólja győzelmet jelentett a csapatnak, az utolsó fordulóban a Middlesbrough elleni döntetlenből szerzett két pont pedig bebiztosította a bentmaradásukat.

## Harc a Stamford Bridgért
Bates csak a Chelseat, mint klubot vásárolta meg, az SB Propoerties-t nem, amely a Stamford Bridge tulajdonjogát birtokolta. Az 1970-es évek végén elválasztották egymástól a kettőt különböző pénzügyi szerkezetátalakítások miatt. Bates eredetileg hét éves szerződést kötött, mely a Chelseat a Stamford Bridge tulajdonához köti, amíg eldől a stadion jövője.
Bates szerint David Mears, az SB Propoerties többségi tulajdonosa egy olyan üzletett kötött meg vele, melynek eredményeként a Chelsea 450 000 fontért megszerezte az ő részesedését a cégénél. Bates azonban kiderítette, hogy Mears a Crystal Palace tulajdonosával, Ron Noadesszel tárgyalt azzal a céllal, hogy a Stamford Bridge-et eladja a Chelsea-től, és a jogát megossza a Palace Selhurst Park stadionjával. Ezt követően Mears az SB Propoerties részvényeit eladta az ingatlanfejlesztőknek, a Marler Estatesnek, ezzel a Marler 70%-ban birtokolta a céget. A Marler részéről hosszú folyamatnak ígérkezett, amíg kiszorította a Chelsea-t a Stamford Bridge-ről, hogy azt minél hamarabb eladhassák és újjáépíthessék.
A következő tíz évben Bates szélmalomharcot vívott a Marler ellen. Kisebbségi részesedést szerezve a Stamford Bridge-ben, bírósági pereket és halasztásokat kezdeményezett, ezzel célja az időnyerés volt. Elindította a "Mentsd meg a Bridge" (Save the Bridge) kampányt is, melynek célja 15 000 000 font összegyűjtése volt a teljes tulajdonjog megszerzéséhez a Marlertől. A Marler válaszul több olyan tervet előkészített, melyek a Chelsea-t eltávolítják a Stamford Bridge-től. David Bulstrode, a Marler elnöke a Fulham és a Queens Park Rangers csapatát javasolta a pálya használójának, ennek következtében a Chelsea kénytelen volt átköltözni a Rangers Loftus Road stadionjába. 1986 márciusában a Hammersmith and Fulham kerületi tanácsa jóváhagyta Marler terveit, miszerint a Stamford Bridge a Chelsea nélkül kezdheti a fejlesztéseket. A tanács azonban megváltoztatta politikáját, miután a Munkáspárt 1986 májusában kormányra került. 1987-ben egy "jelentős döntéssel" jóváhagyta Bates tervét, miszerint a Stamford Bridge-t egy korszerű futballstadionná alakítja majd át a tanács tervezési bizottsága.
A Chelseat ennek ellenére felszólították, hogy hagyja el a stadiont, mert 1989-ben eleve lejárt a bérleti szerződése. A Cabra Estates, mely 1989-ben felvásárolta a Marlert, az 1992-es ingatlanválság során végül csődbe ment. Ez lehetővé tette Bates szamára, hogy új üzletet kössön hitelezőjével – a Skót Királyi Bankkal – és hogy így újra egyesítse a tulajdonjogot a klubjáéval. Bates létrehozta a szurkolók tulajdonában lévő nonprofit szervezetet, a Chelsea Pitch Ownerst, amely 1997-ben megvásárolta a stadion tulajdonjogát, valamint a klub elnevezésének jogát is. Olyan szerződés köttetett, mely lehetővé tette, hogy az ingatlanfejlesztők soha többé ne próbálják megvásárolni a Stamford Bridge tulajdonjogát. Ezek után megkezdték a stadion teljes felújítását. A keleti lelátó melletti akadályokat is, melyek helyett ülőhelyek létesültek, a lelátókat pedig közelebb hozták a pályához és a fedél alá, majd végül az ezredfordulón fejezték be a munkálatokat.

## Újjáéledés (1983–1989)
Sikerek: bajnoki cím, másodosztály (1984,1989), Full Members' Cup (1986,1989) 
1983 nyara fordulópont a csapat történetében. John Neal vezetőedző egy sor játékost igazolt, ez által döntő szerepe volt a klub eredményeinek feltornázásában. Kerry Dixon támadó a Reading gárdájától érkezett, a technikás szélső, Pat Nevin a Clyde FC-ből, a középpályás, Nigel Spackman az AFC Bournemouth gárdájától, Eddie Niedzwiecki hálóőr a Wrexhamből, valamint John Hollins, aki játékos-edzőként tért vissza. Mindannyian kevesebb, mint 500 000 fontért érkeztek a csapathoz. Dixon kiváló tárgyalóviszont alakított ki Neallel, aki még szerződtette David Speediet, mindketten jól ismerték ugyanis Nevint. A trió három év alatt csaknem 200 gólt szerzett.
Az új felállású Chelsea az 1983–1984-es szezon nyitómérkőzésén a Derby County csapatát 5–0-ra győzte le, az idény végeztével pedig újra feljutott az első osztályba. Döntő fontosságú volt a Fulham elleni, idegenbeli 5–3-ra megnyert derbi, és a Kevin Keegan vezette Newcastle United elleni 4–0-s siker. A karácsony környékén történő formába lendülést követően Neal szerződtetett még egy szélsőt, Mickey Thomas személyében, akivel a Chelsea a szezon hátralévő részében nem veszített találkozót. Dixon minden kiírásban összesen 36 gólig jutott – ehhez hasonlót csak Bobby Tambling és Jimmy Greaves tudott produkálni – a feljutást pedig egy újabb győzelem koronázta meg a régi rivális Leeds United ellen. A Chelseat az utolsó napon a másodosztály bajnokává avatták a Grimbsy Town elleni idegenbeli győzelmét követően, mely során mintegy 10 000 szurkoló utazott el Lincolnshire-be.
Újra visszatérve az első osztály küzdelmeibe, a Chelsea az 1984–1985-ös szezonban az európai kupasorozatban való indulást jelentő hatodik helyen végzett, bár a Heyselben történő események vitathatóvá tették a bejutást. A harmadik Ligakupa-döntőjükbe is bejutottak, az elődöntőben a Sunderland gárdája ellen arattak győzelmet. Clive Walker szélsőnek köszönhetően 3–2-es győzelem született a Stamford Bridge-en, összesítésben bebiztosítva az 5–2-es továbbjutást. Az összecsapáson rendbontások következtek be, a pályán harc folyt a rendőrség és a szurkolók között, majd az erőszak tovább folytatódott az utcán is. Neal a szezon végeztével rossz egészségi állapotára hivatkozva lemondott edzői posztjáról, helyére Hollins érkezett.
Az 1984–1985-ös szezon abból a szempontból is figyelemre méltó, hogy Kevin Bates elnök a Stamford Bridge-en elektromos kerítést állíttatott fel, válaszul a szurkolók pályára való kirohanásaira és erőszakos megnyilvánulásaira. A helyi tanács azonban megtagadta az engedélyt a kerítés áramellátásának bekapcsolására, felállítását követően pár hónapon belül így azt le is bontották.
Hollins első szezonjában közel volt a bajnoki cím megszerzéséhez, februárban ugyanis a tabella élén állt. Dixon és Niedzwiecki hosszútávú sérülései azonban gyenge eredményekhez vezettek, a húsvéthoz közeledve két forduló során 10 gólt kapott a csapat. Ez a két ütközet egyúttal véget vetett a bajnoki cím megszerzésének. Az Old Traffordon a Manchester United elleni 2–0-s győzelem, majd az Upton Parkban a West Ham United elleni ugyanilyen arányú sikert – amely utóbbi csapatnak a bajnoki címtől való lemaradását jelentette – követően a Chelsea három meccsel a vége előtt három pontos hátrányban volt az éllovas Liverpool mögött. A három mérkőzésükon elért egy pont azonban végleg elvetette a sanszukat a bajnokság megnyeréséhez, ismételten a hatodik helyen végeztek. Még ebben a szezonban megnyerték az újonnan induló Full Members' Cup sorozatot, ahol 5–4-re győztek a Manchester City ellen egy Speedie mesterhármasnak köszönhetően, úgy, hogy a City 5–1-es hátrányban is volt.
Ezt követően ismét visszaesett a csapat formája, a következő szezonban mindössze a 14. helyen végeztek. A csapat szelleme Hollins és asszisztense, Ernie Walley vezetésével kezdett szétesni, miután több kulcsjátékost – közöttük Speediet és Spackmannt – eladtak. Hollinst a következő szezon márciusában menesztették, a klub ismét közel került a kieséshez. Bobby Campbell vette át az irányítást, de a rájátszásban vereséget szenvedett a Middlesbrough ellen. Ezt a megmérettetést ismét tömegverekedések jellemezték, a szurkolók közül többen próbáltak behatolni a pályára. Az eset után a következő szezonra hat bajnokira több szektort zártak be. A csapat azonban újra jó formát tudott produkálni, annak ellenére, hogy az első hat meccs egyikét sem sikerült megnyerniük, a másodosztály küzdelmeit 99 ponttal nyerték meg, 17 pontos előnnyel a rivális Manchester City előtt. A Chelseanek sikerült maradásra bírnia a csatárt, Kerry Dixont, akinek ékpárja szintén egy góltermékeny támadó volt, Gordon Durie személyében. 1990-ben a klub tehát újra feljutott az első osztályba.

## Az 1990-es évek: Visszatérés az élvonalba
A Chelsea lenyűgöző teljesítménnyel tért vissza az első osztályba az 1989–1990-es szezonban. Campbell, bár nem látványos játékkal, de az ötödik helyre vezényelte a csapatot. Bár abban az évadban már feloldották az angol klubok tilalmát az európai kupaindulás alól, a gárda mégis kihagyta az UEFA-kupában való indulást, és az egyetlen angol csapatnak fenntartott helyre végül a második helyezett Aston Villa tartott igényt. Ugyanebben az idényben a klub ismét megnyerte a Full Member's Cup sorozatot, 1–0-s győzelmet produkálva a Middlesbrough gárdája ellen. Annak ellenére, hogy a vezetőedző a klub első milliós igazolásait szerződtette Dennis Wise és Andy Towsend személyében, a következő szezonban a csapat csalódást keltve a 11. helyen végzett. A kupákban alacsonyabb osztályú ellenfelekkel szemben szenvedtek vereséget.
Campbellt a szezon végeztével vezérigazgatóvá léptették elő, a klub trénere Ian Porterfield lett. A klubnál való edzősködése fényesen indult, a csapat februárban a hatodik helyen állt a tabellán, de a szezon utolsó hónapjainak gyenge szereplése miatt végül az idényt a 14. helyen zárták. Az FA-kupában a másodosztályú Sunderland gárdája vetett véget szereplésüknek a nyolcaddöntőben. A Chelsea egyike volt azon 22 első osztályú klubnak, mely lemondott a First Division szerepléséről, és az újonnan megalakult Premier League kiírásához csatlakozott. Porterfieldet az 1992–1993-as szezon felénél menesztették, a csapat ugyanis két hónapja nem nyert mérkőzést vezetésével. Utóda ideiglenesen az 1970-es FA-kupa győztes, David Webb volt, aki a kiesés elől megmentette a klubot, és a 11. helyen zárta az idényt. Webb helyére a 35 éves korábbi angol válogatott középpályás, Glenn Hoddle került, aki a Swindon Town csapatát juttatta fel az előző szezonban a másodosztályba.
Hoddle első idényében a csapat bajnoki formája megcsappant, egy ideig a kiesés fenyegette őket, azonban a 1 500 000 fontért szerződtetett Mark Stein góljai kiemelkedő szerepet játszottak a bentmaradásban. Ebben az évadban a gárda még bejutott az FA-kupa döntőjébe, ahol a regnáló bajnok Manchester United volt az ellenfél, akikkel szemben a bajnokságban a Chelsea mindkét mérkőzését megnyerte. Az első félidő 0–0-s döntetlennel zárult, a második félidőben David Elleray játékvezető 5 perc alatt két büntetőt is megítélt a Unitednek, mindkettőt értékesítették. A Chelsea támadni kényszerült, így nem összpontosítva a védekezésre, az ellenfél még két gólt szerzett, beállítva a 4–0-s végeredményt. A második hely is elég volt ahhoz, hogy a gárda kvalifikálja magát az 1994–1995-ös kupagyőztesek Európa-kupájába, mivel a United már bejutott a Bajnokok Ligájába. A sorozat elődöntőjéig jutottak, összesítésben 3-2-re maradtak alul a későbbi győztes Real Zaragoza ellen.
Mivel a Chelsea jövője eldőlt a Stamford Bridge kapcsán, Bates és a milliomos klubigazgató, Matthew Harding eltökélték, hogy több pénzt költenek nívósabb játékosokra. 1995 nyarán két világhírű játékos, Ruud Gullit – ingyen a Sampdoriától – és Mark Hughes – 1 500 000 fontért a Manchester Unitedtől– szerződött a csapathoz akik jelentős szerepet töltöttek be a klub későbbi sikereiben. Hoddle a tehetséges román hátvédet, Dan Petrescut is leigazolta 2 300 000 font fejében. Az 1995–1996-os szezonban egy újabb 11. helyet szereztek a bajnokságban, valamint az FA-kupa elődöntőjéig jutottak, ezt követően Hoddle az angol válogatott szövetségi kapitánya lett, így távozott a vezetőedzői posztról.

## Az olasz reneszánsz: Gullit, Viali és Zola (1996–2000)
Sikerek: FA-kupa (1997, 2000), Ligakupa (1998), KEK (1998), UEFA-szuperkupa (1998), Charity Shield (2000)

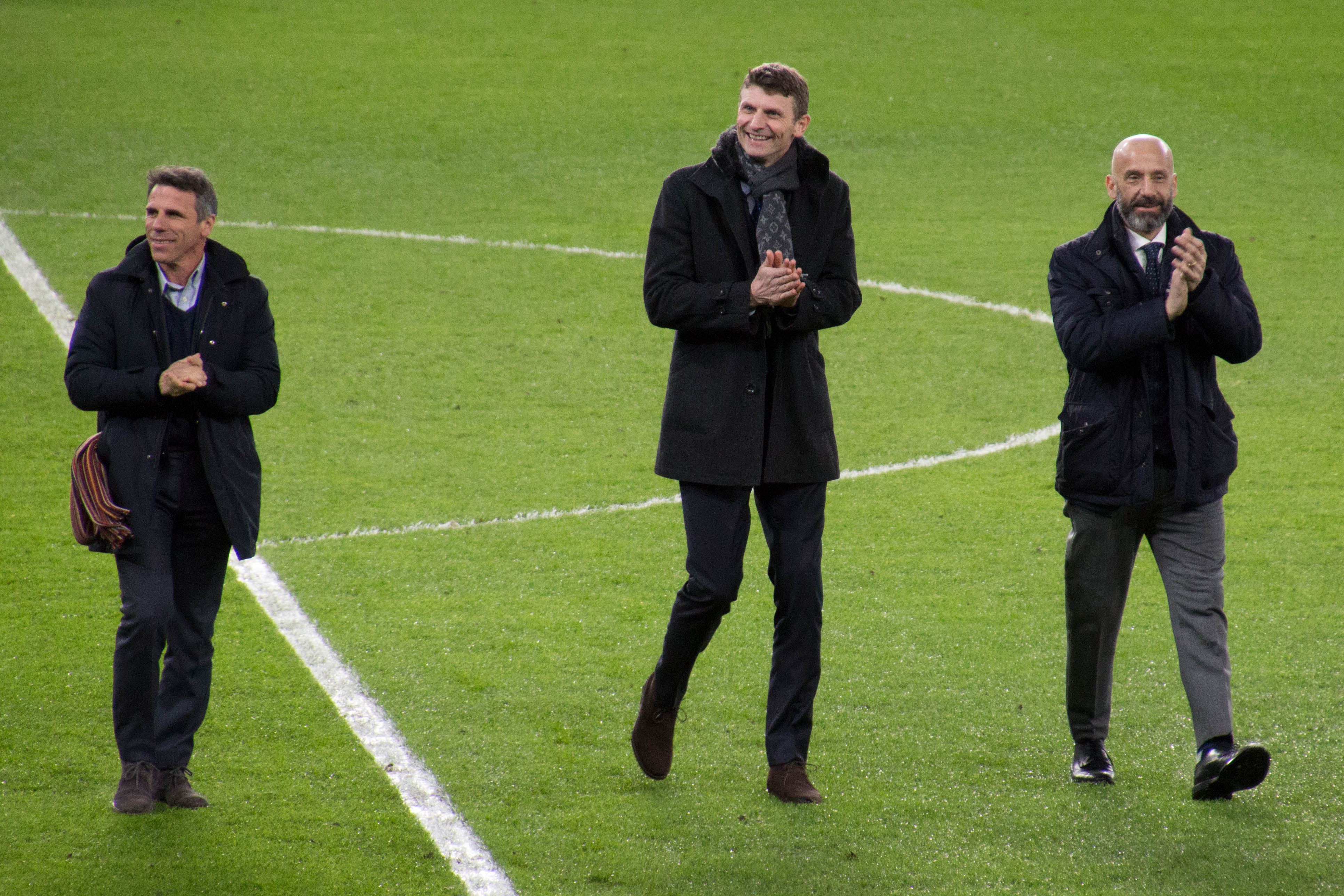
Gianfranco Zola, Tore André Flo és Gianluca Vialli a Stamford Bridge stadionban 2018-ban

Az 1996–1997-es bajnoki idény kezdetekor Ruud Gullitot nevezték ki a csapat menedzserének, aki több világklasszis játékost szerződtetett. A Juventus gárdájától érkezett a BEK győztes Gianluca Vialli, leigazolta a francia hátvédet, Frank Lebœuft, valamint az olasz válogatott meghatározó játékosait, Gianfranco Zolát – aki technikás képességeinek köszönhetően a szurkolók kedvencévé vált – és Roberto Di Matteót, aki a klub legdrágább játékosává vált a 4 500 000 fontos vételárával. Később érkezett még az erős felépítésű és szapora középpályás, Gustavo Poyet, és a norvég szupercsere, Tore André Flo. Ilyen játékosokkal a csapatban Gullit és stábja Anglia egyik topklubjává tette a Chelseat. A technikás játékosok által játszott szórakoztató, vonzó passzjáték növelte a klub hírnevét, bár a bajnoki mezőny kiscsapataitól ezt látva az elismerés alább hagyott.
Gullit trénerként lenyűgöző első szezont produkált a klubnál, vezetésével a Chelsea 1990 óta az első osztályban a legjobb helyezését érte el a hatodik helyen. Megnyerte az FA-kupát, véget vetve a 26 éves trófea nélküli várakozásnak. A sorozatban emlékezetes a negyedik fordulóban esedékes Liverpool elleni összecsapásuk, mely során az első felidei 2–0-s hátrányból 4–2-re nyerték meg a meccset Mark Hughes pazar teljesítményének hála. A Wembley Stadionban zajló döntőben a Middlesbrough gárdája felett 2–0-s győzelmet arattak Di Matteo és Eddie Newton góljaival. A sikeres szezont beárnyalta a népszerű klubelnök és pénzügyi jótevő, Matthew Harding helikopter balesete, mely a Bolton elleni Ligakupa mérkőzést követően történt.
1998 februárjában Gullitot váratlanul elbocsátották egy bajnoki második helyezéssel és a két kupasorozat elődöntőbe való bejutással a háta mögött az újabb szerződéséből kialakult vita miatt. A 33 éves Viallit nevezték ki a csapat élére. Stílusosan kezdte karrierjét azzal, hogy két hónap leforgása alatt két trófeát nyert. A Ligakupát újabb 2–0-s győzelemmel hódították el a Middlesbrough ellen. A találkozón di Matteo újra gólt jegyzett. A Chelsea a Vicenza elleni drámai elődöntőt követően kvalifikálta magát a KEK dőntőjébe. Az 1–0-s idegenbeli vereségüket követően a hazai meccsükön is kaptak egy gólt, majd három gólt szerezve fordították meg a döntőt a maguk javára. Gólt szerzett a VfB Stuttgart elleni összecsapáson Hughes is a Råsunda Stadionban, Stockholmban. Zola, akit a második félidőben cseréltek be, 17 másodperccel beállását követően szerezte a mindent eldöntő találatot. A Chelsea ezzel másodjára hódította el a KEK serleget. Ezt követően Vialli góljával 1–0-ra nyerték meg az UEFA-szuperkupát a Real Madrid ellen a monacói II. Lajos Stadionban zajló ütközetben.
Az 1998–1999-es bajnoki idényben a Chelsea évek óta először volt harcban a bajnoki címért. A Coventry City elleni első fordulóban elszenvedett vereséget követően a csapatot csak januárban veszített mérkőzést, karácsonykor a tabella élén álltak. A bajnoki címre való esélyük a West Ham United elleni vereséggel, és az azt követő egymás utáni döntetlenekkel – a Middlesbrough, a Leicester City, és a Sheffield Wednesday ellen – szállt el. A Kékek a szezont a harmadik helyen fejezték be, négy ponttal lemaradva a bajnok Manchester Unitedtől. Végül a csapat nem nyert trófeákat, a címvédés elmaradt a Kupagyőztesek Európa-kupájában is, ahol a nyolcaddöntőben a Mallorca gárdája ellen kapituláltak. A Ligakupában és az FA-kupában szintén a nyolcaddöntő jelentette a végállomást. A bajnokságban megszerzett harmadik helyével a klub azonban először indulhatott a Bajnokok Ligája kiírásában.
44 évvel azután, hogy megtagadták indulását, a klub 1999 augusztusában újoncként debütált Európa első számú kupasorozatában. Lenyűgöző teljesítményt nyújtott a Barcelona elleni negyeddöntőig. Emlékezetes döntetlent játszottak a Giuseppe Meazza Stadionban az AC Milan, illetve a Stadio Olimpicóban a Lazio ellen, valamint kiemelkedik a Galatasaray elleni 5–0-s győzelem az Ali Sami Yen Stadionban. A Barcelona elleni negyeddöntő első meccsén a Chelsea három gólt szerzett, válaszul az utolsó percekben egy Luís Figo gól érkezett. A Camp Nouban zajló összecsapáson 2–1-es vezetésnél hét percre voltak az elődöntőtől, azonban kaptak egy harmadik gólt, így hosszabbítás következett. A hosszabbításban 5–1-es végeredmény született, összesítésben így 6–4-re maradtak alul.
Egy csúcskategóriás játékosokból álló csapat állt össze, amelyben olyan játékosok szerepeltek, mint Zola, di Matteo, Poyet, a holland kapus, Ed de Goeij, valamint a francia világbajnokok, Frank Lebœuf, Marcel Desailly és Didier Deschamps. Vialli vezetésével a Chelsea lett az első olyan angol csapat, amelynek a legtöbbet összeállított kezdő tizenegyében nem szerepelt angol labdarúgó. Az 1999–2000-es szezonban a Bajnokok Ligájára összpontosítva végül a bajnokságban az ötödik helyet szerezte meg. Ebben az idényben Vialli négy éven belül megszerezte a csapat második FA-kupa győzelmét is. Ezúttal az Aston Villa volt az ellenfél, ahol Di Matteo gólja ismét győzelmet jelentett a csapatnak. Ez volt az utolsó döntő, amelyet a Wembleyben játszottak az átalakítása előtt. A Chelsea még megnyerte a Charity Shieldet is a Manchester United elleni 2–0-s győzelmével, ezzel Vialli a gárda legsikeresebb trénerévé vált.

## A Roman Ambramovics éra

### Claudio Ranieri edzősége (2000–2004)
Vialli csaknem 25 000 000 fontot költött új játékosokra a nyár folyamán. Leigazolta a gólérzékeny támadót, Jimmy Floyd Hasselbainket és az izlandi válogatott tehetséget, Eiður Guðjohnsent. 2000 szeptemberében azonban elbocsátották, miután első öt mérkőzéséből csak egyet nyert meg, továbbá olyan pletykák keringtek, hogy a menedzser kiváló játékosaival nem tudott kellő eredményt elérni. Helyére egy másik olasz tréner, Claudio Ranieri került, akinek kezdetben problémái adódtak az angol nyelvvel, ám ennek ellenére a csapatot a legjobb hat közé vezette a bajnokságban. Ranieri fokozatosan építette a gárdát, csökkentette a klub átlagéletkorát azzal, hogy néhány idősebb játékost eladott, mint Wiset vagy Poyet-et, és fiatalabb játékosokat hozott a Chelsea-hez, többek között John Terryt, William Gallast és Jesper Grønkjært.

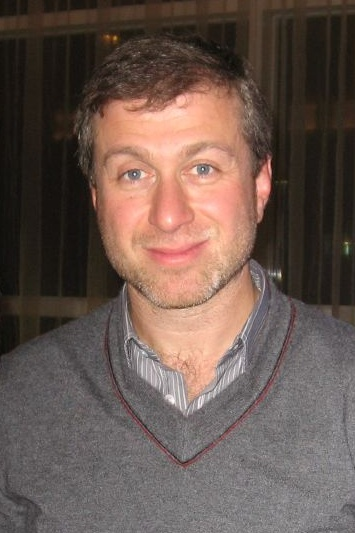
Roman Abramovics

Ranieri második szezonjában némiképp előrelépés történt, főleg a kupákat tekintve. A Chelsea bejutott a Ligakupa és az FA-kupa döntőjébe is, de mindkétszer vereséget szenvedett az Arsenaltól. A bajnoki forma azonban alig javult, a csapat ismét a hatodik helyen végzett az idényben. A pletykák szerint a klubot újra pénzügyi gondok terhelték, Ranieri pedig ezért nem tudott újabb játékosokat szerződtetni. A 2002–2003-as szezonban így az elvárások is csökkentek. Ennek ellenére a Chelsea meglepetést okozott a bajnokságban azzal, hogy az utolsó fordulóban legyőzte a Liverpool csapatát 2–1-re, így a tabellán negyedik helyen végezve bebiztosította indulását a Bajnokok Ligájában is.
A Chelsea mivel pénzügyi válsággal nézett szembe, Bates ezért eladta a klubot 2003 júniusában 60 000 000 fontért. Állítólag 17 000 000-s nyereségre tett szert ez által, miután 1982-ben mindössze 1 fontért vásárolta meg akkoriban a klub tulajdonjogát. A gárda új tulajdonosa Roman Abramovics lett, aki a klub 80 000 000-s adósságáért is felelősséget vállalt, és ki is fizette annak egy részét. A következő szezon kezdetén 100 000 000 fontért igazolt olyan játékosokat, mint Claude Makélélé, Geremi, Hernán Crespo, Glen Johnson, Joe Cole és Damien Duff.
Ez a nagyobb kiadás megtérülést hozott, a klub a bajnokság második helyén végzett (49 év után ez a legjobb helyezésük), és bejutott a Bajnokok Ligája elődöntőjébe, miután drámai körülmények közepette a nyolcaddöntőben legyőzte az Arsenal csapatát. Ranierit a Monaco elleni elődöntőben meghozott furcsa döntései miatt (Scott Parkert középpályást jobbhátvédként, Glen Johnsont pedig középhátvédként játszatta, hogy több támadó legyen a csapatban) elbocsátották. A szezont trófea nélkül zárták. Ranieri helyére Roman Abramovics José Mourinhót szerződtette, aki két bajnoki címet, egy kupát, és egy Bajnokok Ligája győzelmet jegyzett a Porto csapatával. Továbbá Abramovics a legendás játékosmegfigyelőt, Piet de Vissert is a klubhoz hozta, akinek nagy szerepe volt Ronaldo és Romário felfedezésében is a PSV Eindhoven számára. Azóta is a klub egyik legnagyobb játékos megfigyelőjének számít.

### José Mourinho: két bajnoki cím (2004–2007)
Sikerek: bajnoki cím (2005,2006), Ligakupa (2005,2007), Community Shield (2005), FA-kupa (2007)

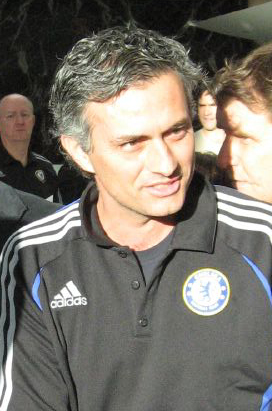
José Mourinho lett a Chelsea legsikeresebb menedzsere. Öt szezonban öt jelentős trófeát szerzett vezetésével a csapat

A 2004–2005-ös szezon volt a Chelsea történetének legsikeresebb idénye. A gyenge bajnoki kezdet után az első kilenc meccsen nyolc gólt szerzett a csapat, öt ponttal volt lemaradva az első Arsenal mögött. A bajnoki címre való esélye a gárdának fokozatos lendületet vett a több gólt szerző Frank Lampard és a sérülésből visszatért Arjen Robben vezetésével. A 2004 novemberi Everton elleni győzelmüket követően a bajnokság élére álltak, és soha nem csúsztak le onnan. Mindössze egy bajnokit veszítettek, és 29-et nyertek meg, ami rekordnak számít. Szintén rekornak számító 95 pontot szereztek. A legkevesebb gólt kapták, mindössze 15-öt. A csapat gerincét a következő játékosok alkották: Petr Čech kapus, a hátvédek, Paulo Ferreira, John Terry és Ricardo Carvalho, valamint William Gallas, a középpályán pedig Claude Makélélé volt a biztos pont. Čech 1025 percenkeresztül nem kapott gólt és 25 gól nélküli találkozót hozott le, ezek szintén rekornak számítanak a Premier Leagueben. A Chelsea végül a Bolton elleni, idegenbeli 2–0-s győzelmével biztosította be a bajnoki címét 50 év után Frank Lampard két góljának köszönhetően. A bajnokság megnyerése a klub első hazai duplázását is jelentette, mivel februárban megnyerték a Ligakupát is. A Millennium Stadionban zajló döntőn izgalmas ütközet során 3–2-re győzték le a Liverpool csapatát.
A Bajnokok Ligájában túljutottak a csoportkörön, két ütközet a tartalékcsapattal kvalifikálta magát a nyolcaddöntőbe, ahol Európa egyik legerősebb csapata, a Barcelona volt az ellenfél. Hazai pályán 0–0-s döntetlen született. A második fordulóban a Camp Nouban a 1–0-ra vezettek, azonban Didier Drogba vitatott kiállításának, és folyamatos támadásaiknak köszönhetően is 2–1-es vereséget szenvedtek. José Mourinho azt állította, hogy Anders Frisk játékvezető beszélt a Barcelona trénerével, Frank Rijkaarddal, hogy a katalán klub javára fordítsa a találkozót. Egy vád a későbbiekben igaznak bizonyult. Miután halálos fenyegetéseket kapott a Chelsea szurkolóitól, Frisk visszavonult a játékvezetői karrierjétől. A rangadót követően két nemzetközi mérkőzéstől is eltiltották. A Chelsea 4–2-re nyert a visszavágón a Stamford Bridge-en, John Terry vitatható gólja döntötte el a továbbjutást. A nyolcaddöntőben a német bajnok Bayern München ellen 4–2-re győztek hazai pályán, Németországban ugyan kikaptak 3–2-re, de összesítésben elég volt az eredmény a továbbjutáshoz. Az elődöntőben a Stamford Bridge-en elért 0–0-s döntetlent követően 1–0-s vereséget szenvedtek a Liverpool gárdája ellen Luis García találatának köszönhetően. A Chelsea hiába támadott, nem tudta feltörni a Vörösök védelmét, így nem jutott be a sorozat döntőjébe.
Egy évvel később a klub megvédte bajnoki címét, ezzel még több rekordot állított fel. Az első kilenc meccsét megnyerve a csapat diktálta továbbra is a tempót a Premier League-ben– 4–1-es győzelmet aratott a Liverpool ellen az Anfield Stadionban – a bajnokság egyik szakaszában pedig 18 pontos előnnyel is vezetett a második Manchester United előtt. A késői szezonbeli betlizések és miután a United kilenc egymást követő fordulóban győzelmet aratott, a pontkülönbség hét pontra csökkent. Kulcsfontosságú volt a West Ham United elleni összecsapás, ahol Maniche, majd 17 perc után egy másik játékosuk kiállítását követően is 4–1-re tudtak nyerni, így fenntartva az előnyüket. A bajnoki címet végül a United ellen nyerték meg  Stamford Bridge-en. A Chelsea lett az első londoni klub, amely az 1930-as évek óta egymás után két bajnokságot is megnyert, illetve a második világháború óta jobb helyezést ért el, mint az ötödik. A szezonban a legkevesebb lapot gyűjtötték be, és beállították az 1906–1907-es Newcastle United legjobb hazai mérlegét is (19 összecsapásból 18 győzelem és egy döntetlen). A kupasorozatokban kevesebb volt a siker, a Barcelona ellen estek ki a Bajnokok Ligájából, az FA-kupa elődöntőjében pedig a Liverpool ellen szenvedtek vereséget.
A 2006–2007-es szezonban már nem történt címvédés a Manchester Uniteddel szemben, az idény nagyobb részében a gárda ugyanis a második helyen állt. A csapat összesen 63 mérkőzést játszott az évben. A Ligakupát megnyerték 2–1-re az Arsenal ellen a Millennium Stadionban, majd az FA-kupát is elhódították a Manchester United elleni 1–0-s győzelmükkel az új Wembley Stadionban. A régi Wembley utolsó döntőjében a Chelsea volt az a csapat, amelyik utoljára nyert. A Bajnokok Ligájában az elődöntőig jutottak el, ott a Liverpool ellen veszítettek tizenegyespárbajban.

### A Mourinho-éra után (2007–2009)
Sikerek: FA-kupa (2009)
2007. szeptember 20-án Mourinho közös megegyezéssel elhagyta a Chelseat, a gyenge szezonkezdet és az Abramoviccsal való több hónapos surlódásai következtében. Röviddel ezután Ávrám Grantot jelentették be utódjának, aki 2007. július 8-ától a Chelsea futball-igazgatói posztját töltötte be.
A vezetői konfliktusok és a játékosok sok sérülése ellenére (286 alkalommal nem voltak elérhetőek összesen a 62 mérkőzésen) a Chelsea megcélozta mindhárom sorozat megnyerését. Ezt a bravúrt korábban két angol klub, az 1983–1984-es idényben a Liverpool, az 1998–1999-es szezonban pedig a Manchester United tudta elérni. A bajnokságban végül másodikak lettek. Az elmúlt négy évet tekintve újra bejutottak a Ligakupa-döntőjébe, de meglepetésre 2–1-es vereséget szenvedtek a Tottenham csapatától a Wembleyben. A bajnokságban újra a Manchester Uniteddel rivalizáltak az elsőségért. Áprilisban a Stamford Bridge-en 2–1-es győzelmet aratott a Grant vezette Chelsea, és négy pontra közelítette meg az éllovas Unitedet. A szezon utolsó meccsén egyenlő ponttal álltak a tabella élén, bár a United jobb gólkülönbsége miatt a Kékeknek nagyobb bravúrt kellett produkálni. A gárda 1–1-es döntetlent játszott a Bolton Wanderersszel, a United a Wigan Athletic csapatát legyőzte, bebiztosítva ezzel az újabb bajnoki címét.

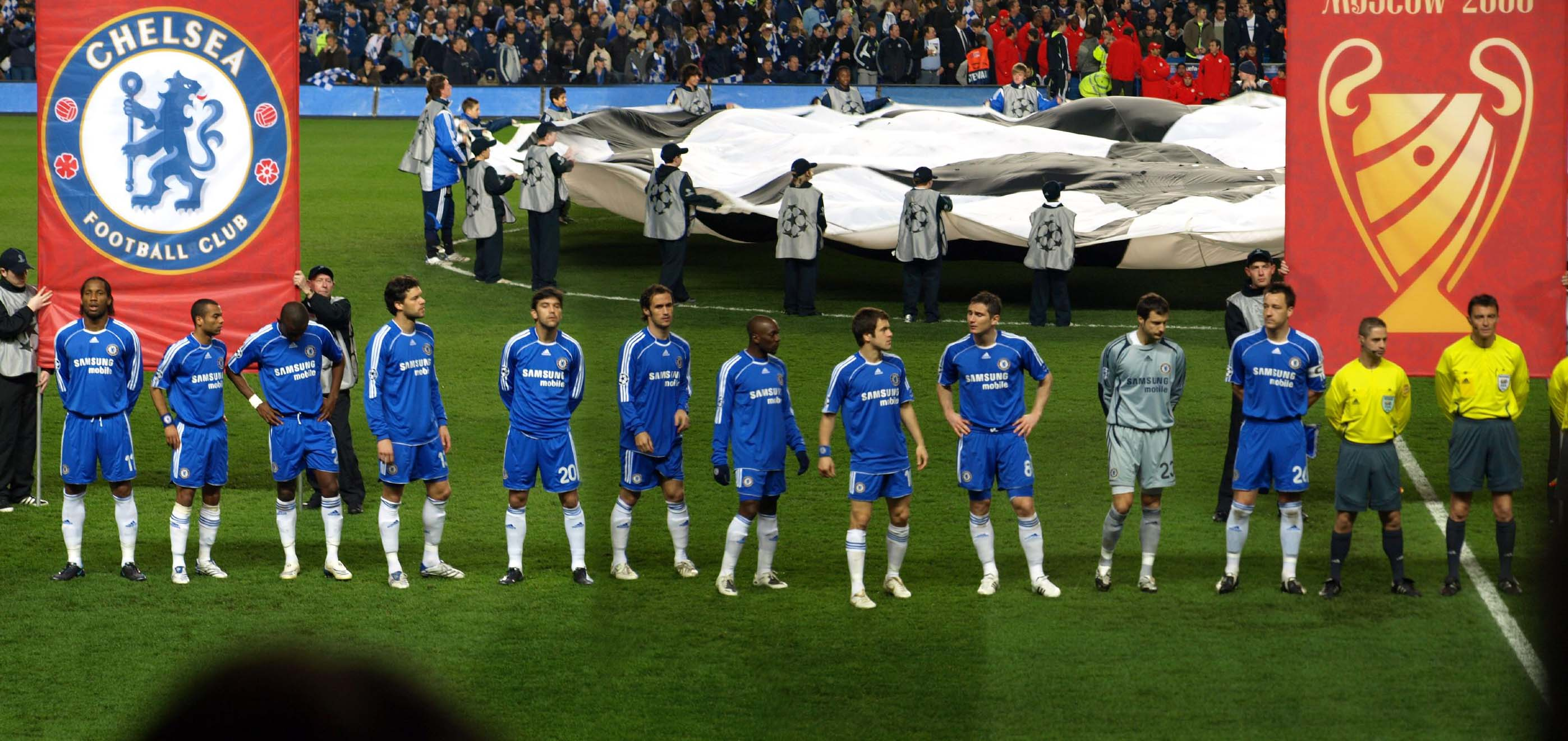
A Bajnokok Ligájában a 2007–2008-as szezonban

Grant öt éven belül a negyedik Bajnokok Ligája elődöntőjébe vezette egyesületét, ahol ismét a Liverpool volt az ellenfél. Ezúttal a Chelsea összesítésben 4–3-as arányban először jutott be a döntőbe. A fináléban az ellenfelük a Manchester United volt, ezzel a Bajnokok Ligája  történetében először volt két angol csapat a döntőben. Egy kiegyensúlyozott meccsen Frank Lampard első félidőben szerzett találatára a második félidőben Cristiano Ronaldo válaszolt, így 1–1-es döntetlen után jöhetett a hosszabbítás. A hosszabbításban maradt az eredmény, így tizenegyes párbajra került sor. Nicolas Anelka és John Terry kihagyták a büntetőket, ezzel a United nyerte a Bajnokok Ligáját.
A 2007–2008-as idény végeztével a Chelsea lett a legmagasabb rangú klub az UEFA-együtthatós rendszere alapján, melyet a következő szezonban már alkalmaztak az európai klubversenyek kiírása során.
Három nappal később Grantot menesztették a vezetőedzői székből. Helyére a brazil Luiz Felipe Scolari került, aki a 2002-es világbajnokságon győzelemre vezette a brazil válogatottat, a 2004-es Európa-bajnokságon pedig ezüstérmes lett a portugál válogatottal. Annak ellenére, hogy a Chelsea remekül kezdte a szezont, és a negyedik helyen állt a bajnokságban, Scolarit 2009. február 9-én elbocsátották a csapat eredményei és teljesítménye miatt, melyek romlottak a kulcsfontosságú pillanatokban. Az orosz válogatott trénere, Guus Hiddink váltotta a Chelsea kispadján. Vezetése alatt a gárda teljesítménye és eredményei javultak. A gárda egy mérkőzést veszített, és bejutott az FA-kupa-döntőjébe.
A Bajnokok Ligájában a nyolcaddöntőben összesítésben 7–5-ös arányban jutott tovább a Liverpool ellen, a Stamford Bridge-en zajló 4–4-es döntetlen elődöntőt jelentett a csapatnak. Az elődöntőben újra a Barcelona gárdája volt az ellenfél. Az első mérkőzésen a Camp Nouban 0–0-s döntetlen született. A második meccsen a Kékek Michael Essien révén hamar vezetést szereztek, de számos kihagyott helyzetet, és vitatható büntetőr érő szituációkat követően Andrés Iniesta gólt szerzett, így idegenben lőtt góllal a katalánok jutottak tovább. Perdöntő volt Didier Drogba kiállítása, aki hangot adott nemtetszésének Tom Henning Øvrebø játékvezető felé. A május 30-i, Wembleyben megrendezett FA-kupa-döntőben Drogba és Lampard góljai győzelmet jelentettek a Kékeknek, az Everton ellen így 2–1-es végeredmény született. Ezzel ez a második kupagyőzelmük három éven belül.

### Az Ancelotti-éra (2009–2011)
Sikerek: Community Shield (2009), bajnoki cím (2010), FA-kupa (2010) 

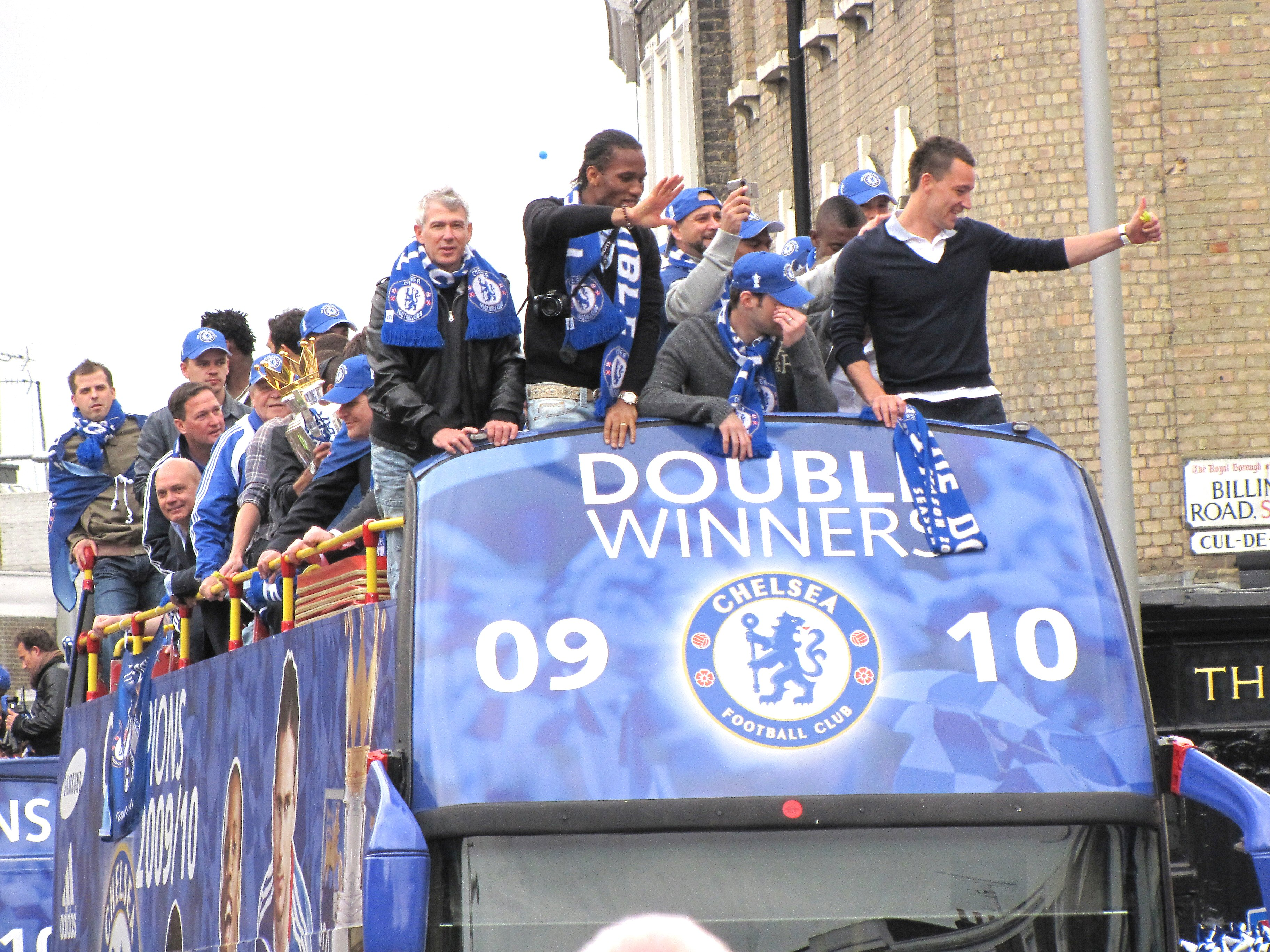
A Chelsea FC játékosai ünneplik első duplázásukat Fulham utcáin 2010 májusában

2009. június 1-jén Carlo Ancelottit, az AC Milan korábbi trénerét jelentették be a Chelsea vezetőedzőjének. Pályafutását az Egyesült Államokban zajló előszezoni torna, a World Football Challenge megnyerésével kezdte. Első tétmeccse a Manchester United elleni Community Shield volt. A rendes játékidőben a csapatok 2–2-es döntetlent játszottak, végül tizenegyes párbaj következett. A Chelsea 4–1-re nyert büntetőkkel, így az 1998-as, Ipswich Town elleni Ligakupa győzelem óta ez volt az első, ahol nyerni tudott büntetőpárbajban.
2009. szeptember 3-án a klubot eltiltotta a következő két szezonra az átigazolásoktól a FIFA vitarendezési kamarája (KDK) 2010 januárjától, miután kimondta, hogy Gaël Kakuta szerződtetése a Lens csapatától nem zajlott törvényesen. A Sportdöntő bíróság (CAS) azonban később engedélyezte az átigazolásokat, miután feloldotta a rájuk vonatkozó tilalmat.
Egy olyan szezon végeztével, ahol a gárda folyamatosan helyet cserélt a bajnoki tabellán a Manchester Uniteddel, és egy rövid időre még az Arsenal is átvette tőlük a helyet, végül hat idény alatt a második bajnoki trófeájukat emelhették magasba. A Wigan Athletic elleni 8–0-s győzelemmel bebiztosították bajnoki címüket az utolsó fordulóban. 103 gólt szereztek az idényben, ami a legmagasabb a Tottenham 111 szerzett gólja után az 1962–1963-as szezonban. A Premier League történetében pedig először fordult elő, hogy egy csapat több, mint száz gólt szerzett egy szezonban. Egy héttel később történetük során először nyertek egy idényben bajnoki címet és FA-kupát. A kupadöntőben 1–0-ra győzték le a Portsmouth gárdáját Didier Drogba szabadrúgásgóljának köszönhetően, mely a gárda hatodik gólja volt a hatodik kupadöntőjében.
A 2010–2011-es szezont a klub a Manchester United elleni vereséggel kezdte a Community Shield kiírásában. A Premier League idény az első hat mérkőzés megnyerésével kezdődött – ezek közül kettőn 6–0-s győzelmet arattak – de formájuk később megcsappant, és a legjobb négy közé kerülésért küzdöttek. Január 31-én, az átigazolási időszak napján a gárda két komolyabb igazolást jelentett be. Egyikük a brazil hátvéd, David Luiz szerződtetése a Benficától 21 300 000 fontért, a másik pedig Fernando Torres, aki a Liverpool gárdájától 50 000 000 fontért érkezett, mely átigazolási rekordot jelentett a csapat történetében.  A két új igazolás nem hozott előretörést az idényben, hiszen az egyletnek nem sikerült kupákat nyernie. Ancelottit menesztették röviddel azután, hogy a  a szezon utolsó meccsén 1–0-s győzelmet arattak az Everton felett.

### André Villas-Boas edzősége (2011–2012)
2011. június 22-én André Villas-Boast nevezték ki vezetőedzőnek három évre. Augusztus 14-én a Chelsea első bajnokiján 0–0-s döntetlent játszott a Stoke City ellen. Villas-Boas első győzelmét egy hét múlva, a West Bromwich Albion elleni 2–1-es siker által szerezte meg. Augusztus 22-én a gárda megállapodott Juan Mata szerződtetésével kapcsolatban a Valenciával 23 500 000 font fejében. A következő héten a mexikói válogatott középpályás, Ulises Dávila öt évre írt alá a csapathoz. Az átigazolási időszak utolsó napján a Liverpooltól még Raul Meireles érkezett. Távozott Josszí Benájún és Patrick van Aanholt kölcsönben az Arsenal, illetve a Wigan Athletic gárdájához. Gaël Kakuta szintén kölcsönbe ment el a Boltonhoz 2012. január 1-jéig. Szeptember 18-án a csapat elszenvedte idénybeli első vereségét a Manchester Unitedtől, miután 3–1-re kapott ki a Vörösöktől az Old Traffordon.
2011. november 29-én a Ligakupa nyolcaddöntőjében a Kékek kikaptak a Liverpool csapatától 2–0-ra hazai pályájukon, ezzel az elmúlt négy meccsből a harmadik vereségüket könyvelték el. Négy nap múlva Villas-Boas megerősítette, hogy Nicolas Anelkát átadó listára teszik. A bejelentés a Newcastle United elleni idegenbeli találkozó után született, miután a csapat 3–0-ra nyert, így újra Bajnokok Ligája indulást jelentő helyen állt a bajnokságban. December 6-án a Chelsea megnyerte utolsó csoportmeccsét a Bajnokok Ligájában a Valencia ellen, bebiztosítva ezzel továbbjutását az egyenes kiesés szakaszba. A Racing Genk és a Bayer Leverkusen 1–1-es döntetlenje azt jelentette, hogy a Kékek az E csoport első helyén végeztek. December 12-én a csapat a tabella élén állt a bajnokságban, a Manchester City ellen azonban elszenvedte szezonbeli első vereségét. 2012. február 21-én a Napoli gárdája ellen a Bajnokok Ligája nyolcaddöntője első mérkőzését 3–1-re nyerték meg.

### Duplázás az európai kupaporondon (2012–2013)
Sikerek: FA-kupa (2012) Bajnokok Ligája (2012), Európa-liga (2013)
Március 4-én, a West Bromwich Albion elleni 1–0-s vereséget követően Villas-Boast kilenc hónap után menesztették a Chelsea vezetőedzői székéből. A győzelmi aránya 50% alatt volt, mely az Abramovics-érában még sohasem fordult elő. Elbocsátásakor a csapat ötödik helyen végzett a bajnokságban, a Napoli ellen 3–1-es vereséget szenvedett a Bajnokok Ligájában. A vereséget követően a meccsen elhangzott a szurkolóktól a "Roman Abramovich, he sacks who he wants" mondat, mely azt jelenti, hogy "Roman Abramovics, ő azt rúg ki, akit akar". A klub közleményében az állt, hogy az eredmények nem voltak elég jók, és a szezon egyik kulcsfontosságú szakaszában nem mutatták a javulás jeleit. Az olasz válogatott másodedzőjét, Roberto Di Matteót nevezték ki ideiglenesen trénernek a szezon végéig. Első találkozóján a Chelsea legyőzte a Birmingham City csapatát az FA-kupában Juan Mata és Raul Meireles második félidei góljával, így bejutott a nyolcaddöntőbe. Két héttel később, március 14-én a Chelsea 4–1-re legyőzte a Napoli gárdáját a Bajnokok Ligája második szakaszának második megmérettetésén, megdöntve ezzel a 3–1-es hátrányát az első összecsapásából. Az Arsenal, a Manchester United és a Manchester City kiesésével a Chelsea az egyetlen angol csapatként maradt az európai porondon. Di Matteo vezetésével a jó forma folytatódott, március 18-án a csapat bejutott az FA-kupa döntőjébe, miután a Stamford Bridge-en 5–2-re verte meg a Leicester Cityt. Különösen fontos volt ez a kupameccs Fernando Torres számára, aki 24 meccsen át tartó góltalansági sorozatát törte meg.
Április 4-én a Chelsea a legutóbbi kilenc szezonját tekintve hatodik alkalommal jutott be a Bajnokok Ligája elődöntőjébe összesítésben 3–1-es arányban a Benfica ellen. A következő, Barcelona elleni ütközet folyamán hatodik alkalommal játszott döntetlent a csapat a sorozatban, nyolc év alatt pedig összesen az ötödiket. Április 15-én a Chelsea az elmúlt négy szezonját tekintve harmadszor is az FA-kupa elődöntőjébe jutott úgy, hogy a rivális Tottenham gárdáját 5–1-re verte meg a Wembley Stadionban. Didier Drogba szerezte az első gólt, és új rekordját döntötte meg azzal, hogy hét mérkőzésen hét gólt szerzett a sorozatban. Három nap múlva a csapat a Bajnokok Ligájában hátrányba került a Barcelonával szemben. Annak ellenére, hogy a Katalánok domináltak a pályán, a Chelsea 1–0-s győzelmet aratott, így megnyerte az első fordulót. Egy héttel később, a Camp Nouban a visszavágón úgy tűnt, hogy kiesnek, amikor az első félidő 2–0-val ért véget a Barcelona javára, és John Terryt, a csapat kapitányát a 45. percben kiállították. Ramires második félidei találatával a Chelsea nyertes helyzetbe került, a Barcelona büntetőt hibázott Lionel Messi révén. Ezt követően Fernando Torres szerzett gólt, így a Chelsea összesítésben 3–2-es győzelmet aratott, mely azt jelentette, hogy a végső összecsapást ők játszhatják.
A kupákban elért előrelépés ellenére bajnoki formájuk stagnált. A Tottenham és az Arsenal elleni döntetlen, illetve a Newcastle elleni hazai vereség véget vetett annak, hogy a legjobb négyben végezzenek. Ez azt is jelentette, hogy mindenképpen meg kellett nyerniük a Bajnokok Ligáját, hogy a következő szezonban a sorozatban elnyerjék az indulás jogát. Az FA-kupa döntőjében  a Liverpool ellen mérkőztek meg. Az első 60 percben a Chelsea uralta a játékot, Ramires a találkozó elején vezetést szerzett, a második játékrészben pedig Didier Drogba duplázott. A Liverpool Andy Carroll találatainak hála egy gólosra csökkentette hátrányát, ám a kapus, Petr Čech kiváló védéseinek köszönhetően, aki több Carrol helyzetet is hárított, a Kékek végül a legutóbbi hat idényüket tekintve negyedik sikerüket könyvelhették el. Egyúttal angol klubokat tekintve legjobb eredményüket produkálták, a 19. században a Bolton Wanderers ugyanis hét év alatt ötször nyerte meg a trófeát.
A Bajnokok Ligája döntőjében a Chelsea ellenfele a Bayern München volt. A mérkőzést a München hazai pályáján, az Allianz Arénában rendezték. A Bayern München a 83. percben szerzett vezetést Thomas Müller góljával, öt perccel később azonban Drogba egyenlített egy fejesgóllal –mely a kilencedik gólja volt a Chelsea kilenc kupadöntőjét tekintve–, így hosszabbítás következett. A Bayern kiharcolt egy büntetőt, de Arjen Robben tizenegyesét Petr Čech kivédte. Az eredmény 1–1 maradt, így büntetőrúgásokra került sor. A Bayern 3–1-re vezetett, miután Juan Mata berúgta a büntetőjét, de Cech hárította Ivica Olić és Bastian Schweinsteiger kísérletét. Drogba értékesített tizenegyese így azt jelentette, hogy a Chelsea történetében először megnyerte a Bajnokok Ligája trófeáját. 2013-ban a Nemzetközi Labdarúgás-történeti és -statisztikai Szövetség (IFFHS) a Chelseat a világ első számú csapatának minősítette, ezzel a klub a Barcelonától vette át a helyet a listán.
Roberto Di Matteót állandó megbízatással nevezték ki a Chelsea élére, de 2012 novemberében elbocsátották, helyére Rafael Benítez lépett. A Liverpoolhoz köthető menedzselése, és a klubról tett korábbi megjegyzéseinek köszönhetően ellenséges fogadtatásban részesült, főleg, hogy első hazai bajnokiján, a Manchester City ellen 0–0-s döntetlent játszott vezetésével a csapat 2012. november 25-én. Benítez vezetésével a gárda vegyes eredményeket produkált. A Chelsea elvesztette a döntőt a klubvilágbajnokságon a brazil Corinthians ellen, a Ligakupa elődöntőjében pedig a Swansea City ellen kaptak ki. A bajnokságban a harmadik helyen végeztek, ezzel bebiztosították a Bajnokok Ligájában való indulást. Az Európa-liga kiírását megnyerték, ezzel a Chelsea lett az első olyan csapat, mely egymást követő két évben két nagy európai trófeát birtokol. Továbbá az egyetlen brit klub lett, amely megnyerte az UEFA mindhárom kiírását 2017-ig, miután a Manchester United megnyerte az első Európa-liga trófeáját.

### Mourinho második időszaka (2013–2015)
Sikerek: bajnoki cím (2015), Ligakupa (2015)
2013. június 3-án a klub bejelentette, hogy másodszorra is, ezúttal négy évre szóló szerződéssel José Mourinho a csapat trénere. Első idényében, a 2013–2014-es szezonban a bajnokságban 82 ponttal a harmadik helyen végzett, négy ponttal lemaradva a bajnok Manchester Citytől.  Ezzel 2009–2010-es idény után a klub a legjobb helyezését érte el a Premier League-ben. A Bajnokok Ligájában az elődöntőig meneteltek, ahol összesítésben 3–1-re kaptak ki a spanyol Atlético Madridtól. A szezon csúcspontja volt még az Arsenal elleni 6–0-s győzelem, mely a klub legnagyobb arányú győzelme eddig az észak-londoni riválisával szemben.
A Chelsea ebben a szezonban szerződtette az FC Barcelonától a középpályára Cesc Fàbregast, illetve az Atlético Madrid támadóját, Diego Costát. David Luizt a Paris Saint German csapatának 50 000 000 fontért adták el, mely összeg világrekordnak számított egy hátvéd leigazolásáért cserébe. A szurkolók kedvencei, Frank Lampard és Ashley Cole is távoztak. A következő idényben 2010 után újra megnyerte a gárda a bajnoki címet, miután a szezon elejétől kezdve végig vezette a tabellát. Decemberig nem veszítettek meccset, és végül nyolc pontos előnnyel zárták a szezont a második helyezett Manchester City előtt. John Terry csapatkapitány a 38 mérkőzés minden percét végigjátszotta, ezzel beérte Gary Pallister rekordját. Az ötödik Ligakupa győzelmüket is begyűjtötték, miután 2–0-ra megverték a Tottenham Hotspur csapatát a Wembley Stadionban. AZ FA-kupa negyedik fordulójában először szenvedtek vereséget hazai pályán, miután a Bradford City elleni meccset 4–2-re elveszítették, így kiestek a kupasorozatból.
A 2015–2016-os idényben a bajnokságban gyenge teljesítményt produkáltak. Augusztustól decemberig 19 fordulóból mindössze ötöt nyertek meg, december 17-én pedig Mourinhot elbocsátották az edzői székből. Guus Hiddinket ezúttal megbízott trénerként nevezte ki a klub. A csapat azonban továbbra is szenvedett a bajnokságban, végül a tizedik helyen végeztek, amely az 1995–1996-os idény óta a legrosszabb eredményük.

### A második Európa-liga cím (2015–2019)
Sikerek: bajnoki cím (2017), FA-kupa (2018), Európa-liga (2019)
Morinho elbocsátása után tehát újra Guus Hiddinket nevezték ki megbízott vezetőedzőként a Chelsea élére a 2015–2016-os szezon hátralévő részére. A csapat a következő 12 meccsén nem szenvedett vereséget, hat győzelmet és hat döntetlent ért el. A veretlenségi sorozat azonban 2016. február 16-án ért véget, miután a gárda kikapott a Paris Saint Germain klubjától a Bajnokok Ligája nyolcaddöntőjének első összecsapásán. Az egyesület a második találkozót is elvesztette, 2–1-es vereséget szenvedett, így búcsúzott a versenysorozattól. Ezt követte az FA-kupából való kiesés, miután az Everton ellen 2–0 arányban kapituláltak. A bajnokságban fornmájuk azonban javult, a 16. helyről a tabellán hirtelen a nyolcadik helyre ugrottak, a Southampton elleni találkozót 1–0-s hátrányból 2–1-re fordították meg.
Hanyatlásba kezdtek ugyanakkor a Stoke City elleni 1–1-es döntetlent követően, majd ezt követte a West Ham United elleni 2–2-es betlizés, így lecsúsztak a tizedik helyre. Az AFC Bournemouth ellen ugyanakkor idegenben 4–1-es győzelmet arattak, valamint 0–2-es hátrányból 2–2-es döntetlent játszottak a Tottenham egylete ellen Eden Hazard duplájának köszönhetően. Végül a Tottenham címvédőként begyűjtötte a bajnoki trófeát. A Chelsea továbbá 1–1-es döntetlent ért el a Liverpool ellen, illetve a Leicester Cityvel szemben szintén 1–1-es végeredmény született. Utóbbi meccsen díszsorfalat álltak Claudio Ranierinek, a Chelsea korábbi trénerének. 2016 márciusában a Juventus, és az olasz válogatott korábbi edzőjét, Antonio Contét nevezték ki a Chelsea menedzserének. Miután Olaszország számára véget ért a 2016-os Európa-bajnokság, Conte átvette a csapat irányítását a 2016–2017-es idény kezdetével.
Ebben a szezonban a klub Conte vezetésével jól teljesített, megnyerte a bajnokságot, valamint a 38 megmérettetésükből megnyert 30 meccsével új rekordot állított fel az egy idényben megnyert találkozók tekintetében.
A következő idényben a Chelsea formája ismét megcsappant. A 28. fordulótól a szezon végéig az ötödik helyen álltak a bajnokságban, ez az utóbbi években nem volt jellemző a csapatra. A Bajnokok Ligája kiírásában a csoportkörben a második helyen végeztek a Roma és az Atlético Madrid elleni döntetlenjüket is beleszámítva, valamint az idegenben elszenvedett Roma elleni vereséget is. A nyolcaddöntőben a Barcelona ellen 1–1-es döntetlent játszottak a hazai mérkőzésükön, majd idegenben a Barcelona diadalmaskodott 3–0-ra, kiejtve ezzel a csapatot a sorozatból. A Ligakupában az elődöntőig meneteltek, ahol összesítésben 2–1-re kapituláltak az Arsenallal szemben. Az FA-kupában ezüstéremre futotta, Hazard ugyan gólt szerzett, de a Manchester United nyerte a trófeát. A Bajnokok Ligájába való bejutás elmulasztása, valamint a Diego Costával való konfliktusok következtében Antonio Contét menesztették a klubtól. Helyére a következő szezonra a szintén olasz Maurizio Sarrit nevezték ki.
Sarri első szezonját jól kezdte a Chelsea kispadján, 12 meccses veretlenségi szériát állított fel a csapat, beleértve a Burnley elleni hazai pályán elért 4–0-s győzelmet, valamint a második helyen végző Liverpool elleni 1–1-es döntetlent. A február környéki hanyatlás azonban azt jelentette, hogy a klub esélyei elszálltak a bajnoki címre. Az FA-kupában az ötödik fordulóban a Manchester United elleni hazai vereség a kiesést jelentette. Bár a klubnál szóba került Sarri kirúgása, a csapattal mégis a bajnokság harmadik helyéig menetelt az előző szezonban még az előttük végző Tottenham Hotspur és Manchester United előtt. A harmadik hely a Bajnokok Ligája kvalifikációt jelentett a csapatnak. A Chelsea még bejutott a Ligakupa-döntőjébe, mely során a bajnokság győztese, a Manchester City büntetőkkel aratott győzelmet ellenük. Bejutottak az Európa-liga döntőjébe is, ahol 2019. május 29-én az Arsenal volt az ellenfél, és győzelmet is arattak felettük, így 2013 óta először emelhettek magasba újra európai trófeát.
2019. május 8-án elutasították a klub fellebbezését a külföldi, 18 éven aluli játékosok szerződtetésére vonatkozó szabályok megsértése miatt. Ez azt jelentette, hogy a gárda a következő két átigazolási időszak során nem igazolhat új játékosokat. A Chelsea azonban bejelentette, hogy fellebbezést nyújt be a Sportbíróságon.

#### Szexuális visszaélések botrányai
A pályán kívül, 2016. november 29-én a Chelsea bekapcsolódott az Egyesült Királyságban a labdarúgók szexuális visszaélésekkel kapcsolatos botrányaikba. Bejelentették, hogy  az 1970-es években történt szexuális visszaélések vádjait vizsgálják, köztük egy titkos kifizetést egy volt játékosnak, aki a klub volt játékosmegfigyelőjét vádolta, Eddie Health-et, miképpen gyermekeket bántalmazott szexuálisan. December 2-án megnevezték Gary Johnsont, mint a klub volt játékosát, aki szerint 50 000 fontot fizettek neki egykoron azért, hogy ne árulja el a nyilvánosság előtt, hogy Health bántalmazta őt. Másnap a Chelsea bocsánatot kért Johnsontól. aki később pénzügyi kártérítést követelt a klubtól. Szintén december 3-án a The Independent beszámolt a Chelsea ifjúsági játékosainak azon állításáról, miszerint Dario Gradi, a Chelsea egykori segédedzője meglátogatta a játékos családját 1974-ben, hogy elsimítsa a Health által elkövetett bántalmazást. Az Angol labdarúgó-szövetség elsőként vizsgálta ki Gradit, akit fel is függesztett edzői tevékenységéből 2016. december 11-én. Állítólag Derek Richardson, a Chelsa korábbi utánpótlás kapusa is visszaéléseket követett el Health által. 2019 augusztusában a Chelsea bocsánatot kért, amiért Health ilyen módon viselkedett. Ezt követte a Charles Geekie QC ügyvéd által folytatott nyomozás, aki szintén kritikusan lépett fel Gradival szemben. Azzal vádolták, hogy elmulasztotta válaszát Health szexuális visszaélésének állításával kapcsolatban egy utánpótlás játékos szülőjének kérdésére.

### Frank Lampard és Tomas Tuchel edzősége (2019–)
A 2019–2020-as szezon kezdete előtt Sarri távozott, hogy átvegye a Juventus irányítását. Helyére Frank Lampard érkezett, aki korábban a Derby County csapatát irányította. Első idényében harmadik helyre vezette a csapatot a Premier League-ben, megelőzve a rivális Arsenalt és Tottenhamet. A 2020–2021-es szezon indulása előtt a Chelsea 200 000 000 fontot költött olyan játékosokra, mint Kai Havertz, Hakím Zíjes, és Timo Werner.
2020 januárjában a Chelsea bemutatta Solomon Souza falfestményét az északi lelátó (North Stand) külső falán a Stamford Bridge stadionban. A festmény a csapat Mondj nemet az antiszemitizmusra kampányának része, melyet a tulajdonos, Roman Abramovics finanszírozott. A falfestményen Julius Hirsch és Weisz Árpád, valamint az "auschwitzi kapusként" ismert brit hadifogoly, Ron Jones labdarúgók láthatók, akiket az auschwitzi koncentrációs táborban öltek meg.
Frank Lampard kirúgását követően Thomas Tuchel lett a csapat új edzője. 2021 áprilisában a csapat egyike volt azon 12 klubnak, amely megegyezett az Európai Szuperliga megalapításában.